# 吉野 (鹿児島市)
吉野（よしの）は、鹿児島県鹿児島市の町丁。旧薩摩国鹿児島郡鹿児島近在吉野村及び大隅国始羅郡帖佐郷脇元村の飛地（竜ヶ水）、鹿児島郡吉野村大字吉野。人口は36,194人、世帯数は14,233世帯（2020年10月1日現在）。住居表示実施済みの吉野一丁目から吉野四丁目までと、未実施の吉野町（よしのちょう）がある。郵便番号は吉野町の区域が892-0871、吉野一丁目から吉野四丁目までの区域が892-0877である。2012年1月現在の町域の面積は約3,310ヘクタール。
吉野という地名は弘治元年（1555年）ごろの資料に表れるのが初見である。1658年、磯地区に仙巌園と呼ばれる薩摩藩藩主島津氏の別邸が建設された。
19世紀になり、薩摩藩の集成館事業の一環として仙巌園の周辺に日本初となる近代洋式工場群が建設された。これらの史跡の一部は「明治日本の産業革命遺産 製鉄・製鋼、造船、石炭産業」の構成資産の一部として世界文化遺産に登録されている（詳細は#世界文化遺産節を参照のこと）。1853年の薩英戦争後にはイギリスをはじめとする諸外国の技師を薩摩藩が招聘し、日本初の紡績工場である鹿児島紡績所をはじめとする近代化工場が建設された。

## 地理
鹿児島市の北東部、稲荷川上流域に位置している。町域の北方には鹿児島市川上町、鹿児島市宮之浦町、姶良市脇元、南方には鹿児島市清水町、祇園之洲町、大明丘、東坂元、西方には鹿児島市坂元町、下田町がそれぞれ隣接しており、東方から南方にかけては鹿児島湾に面している。町域の北端にある牟礼ヶ岡、関屋谷は姶良市及び牟礼岡との境界に位置する。
主要な山としては、牟礼ヶ岡（標高：552m）、寺山（標高：423m）、磯山（標高：169m）があり、谷は関屋谷がある。川は稲荷川、磯川、花倉川が流れる。

### 土地の利用状況

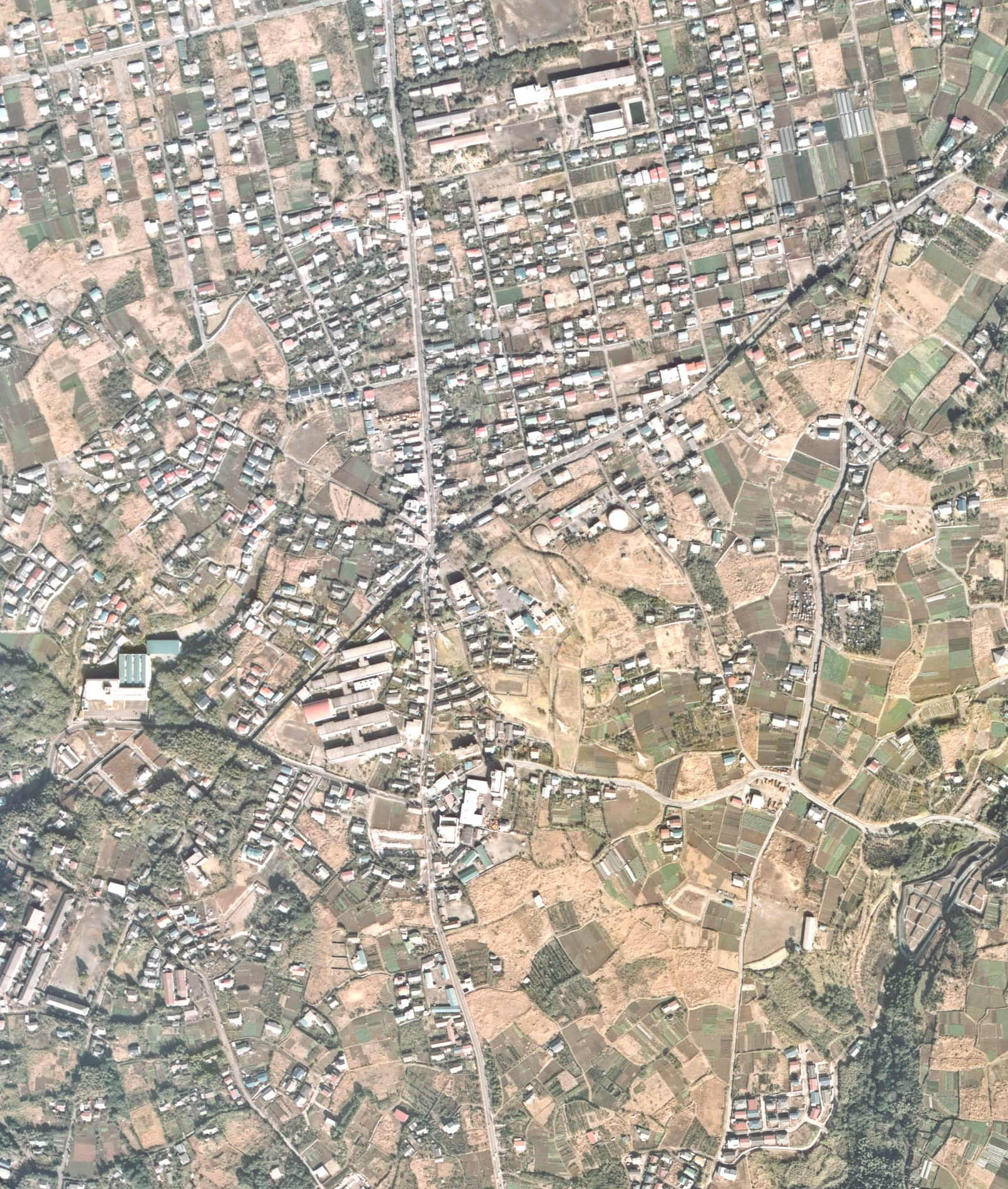
吉野台地上にある吉野町の中心部付近の航空写真（1974年撮影）

#### 吉野台地
吉野町の大部分を占める吉野台地は、標高約150mから350mにあるシラス台地となっている。火山砕屑岩台地であり、平坦で起伏に乏しい地形をしている。吉野町では古くから鹿児島市街地への野菜や花木などの供給地となっており、町域の中央部から北部にかけて広がる吉野台地上の耕地の多くは畑地が占めている。
農業の形態としては都市型農業が営まれており、軟弱野菜を中心に鉢物の栽培のほか、造園業も盛んである。春期と秋季に鹿児島市街地の甲突川沿岸で開催されている木市は、仙巌園の庭園整備を行っていた吉野村の職人が鹿児島市街の街角で植木を販売したのが起源と言われている。

#### 平松・竜ヶ水・三船・花倉地区

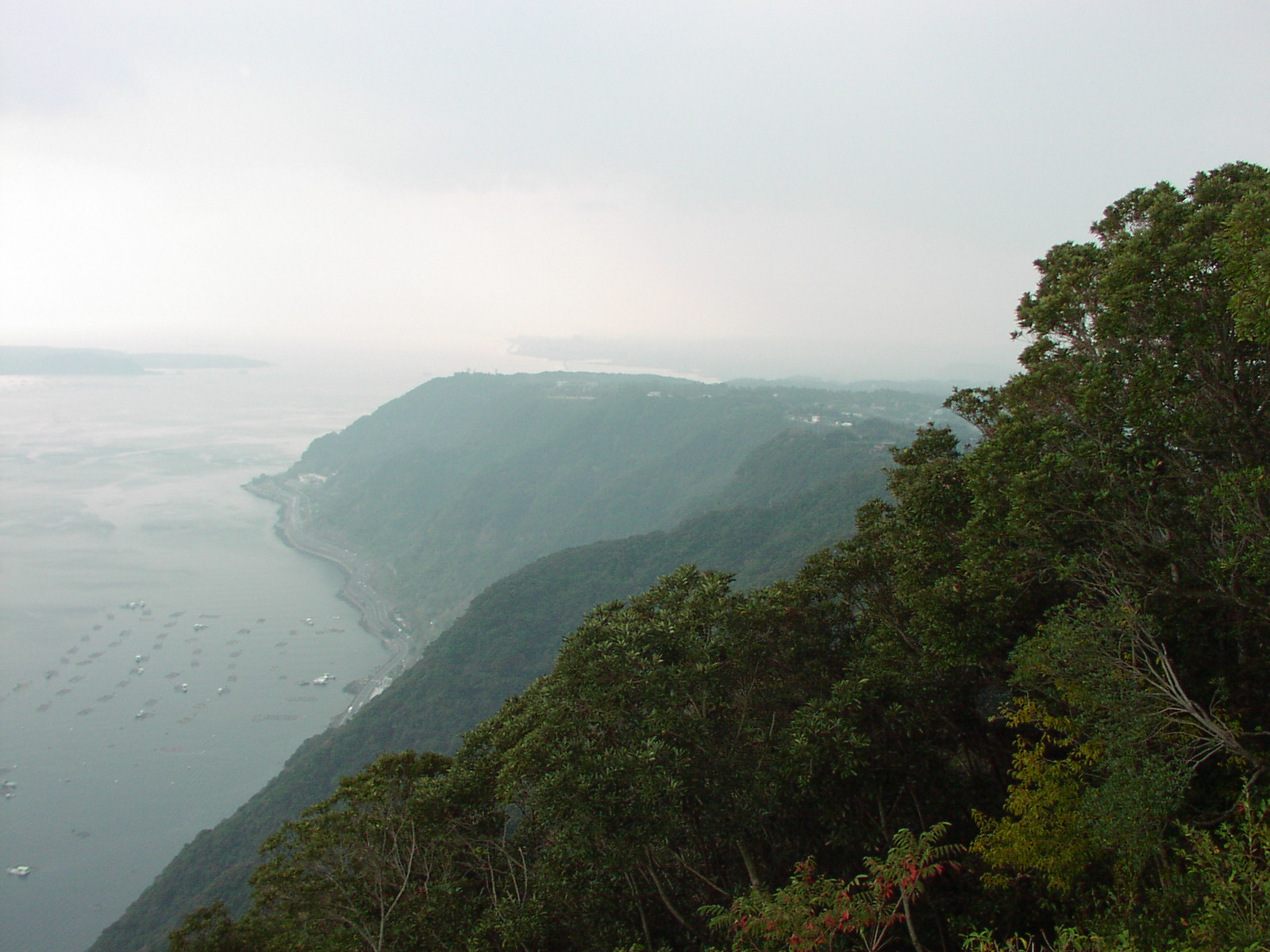
寺山公園から望む錦江湾（左）と吉野台地（右）

この節では吉野町のうち、錦江湾沿岸部、国道10号及び日豊本線沿線にある平松・竜ヶ水・三船・花倉（けくら）の各地区について述べる。
東部の吉野台地の崖下にあたる区域には海岸に沿って国道10号及び日豊本線が並行して通り、その沿線に平松地区、竜ヶ水地区、花倉（けくら）地区、三船地区の集落が点在している。
平成5年8月豪雨（8・6豪雨）で土石流被害にあった竜ヶ水地区周辺は古くより水害に多く見舞われており、竜ヶ水の地名は「竜が水を吹くように水害が多い」ということに由来している。8・6豪雨後には住民の多くが他の地域へ移転し、竜ケ水駅の利用者も激減しており、2015年度の年間乗降客数は約1,000人となっている。
当該地区で発生した災害については「#災害」節を参照のこと。

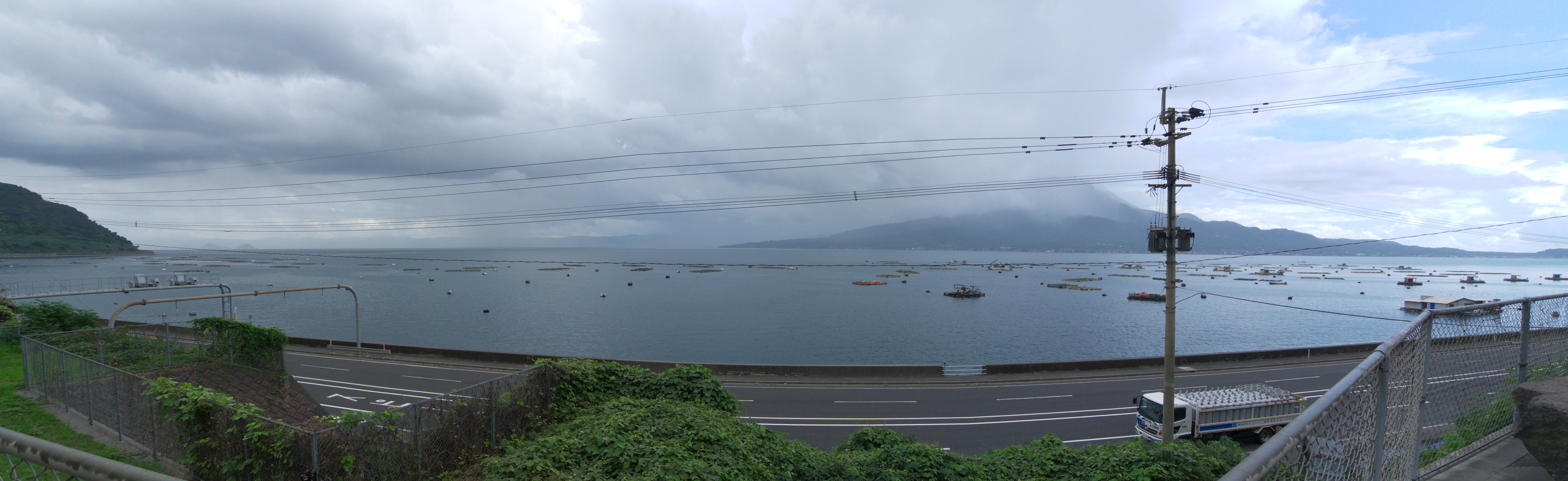
竜ケ水駅から桜島を望む。直下に見えるのは国道10号

#### 磯地区
吉野町の南部に位置する磯地区は、稲荷町の境界に位置する多賀山、吉野台地に続く磯山と鹿児島湾の間に位置する地区である。島津氏の別邸であった国の名勝である仙巌園や尚古集成館があり、観光地として賑わいを見せている。また、仙巌園附近には世界文化遺産である「明治日本の産業革命遺産 製鉄・製鋼、造船、石炭産業」の一部を構成する集成館事業に関係する史跡が多く集積している。
南部には海水浴場として磯海水浴場があり、磯ビーチハウスは7月上旬から8月末まで営業を行っている。

### 行政の管轄区域
吉野町の行政の管轄区域は、鹿児島市役所本庁が海岸部の磯、花倉、三船、竜ヶ水及び平松地区を管轄し、その他の吉野町の区域は吉野町にある鹿児島市役所吉野支所の管轄区域となる。
また、鹿児島市が策定した「第五次総合計画」における地域区分でも、吉野町の磯、花倉、三船、竜ヶ水、平松の各地区は「中央地域上町地区」、その他の吉野町は「吉野地域」となっている。

### 土地区画整理事業
吉野町の中心部にあたる北西部では1992年（平成4年）から土地区画整理事業が行われている。吉野町の北部と隣接する川上町の一部、下田町の一部を含む114.1haの区域にて吉野地区土地区画整理事業が行われており、道路の拡幅及び区画整理が実施されている。2015年（平成27年）2月2日に事業区域の一部で換地処分が行われ、同時に吉野一丁目、吉野二丁目が設置されている。
また、吉野地区土地区画整理事業に続いて、吉野土地区画整理事業の事業区域の南側を事業区域とする吉野第二地区土地区画整理事業の都市計画決定が2014年（平成26年）2月25日に告示された。事業主体である鹿児島市により事業着手された。
| 地区名   | 面積    | 期間                       | 事業費    |
| -------- | ------- | -------------------------- | --------- |
| 吉野     | 114.1ha | 1987年 - （昭和62年度 - ） | 約601億円 |
| 吉野第二 | 66.5ha  | 2014年 - （平成27年度 - ） | 約453億円 |

### 自然公園・自然保護地区
吉野町の一部が国立公園である霧島錦江湾国立公園の区域に指定されており、第2種特別地域（吉野）から構成される。

### 風致地区
都市計画法の規定による風致地区は「寺山風致地区」が1963年3月7日に指定されており、吉野町の東部、寺山公園、吉野公園、鹿児島市立少年自然の家、平松地区から磯地区にかけての海岸線沿いの全域が区域に含まれる。

### 景観形成重点地区
景観法の規定による景観形成重点地区は「磯地区」（Iso Area Landscape Scheme）が2014年4月1日に指定されており、尚古集成館、鹿児島紡績所技師館からの視認範囲を基本として、環境計画区域が設定されている。

### 地価
2014年（平成26年）1月1日の公示地価によれば、下記の吉野町の住宅地における地価は次の通りである。
国土交通省
- 吉野町731-2（鹿児島-7） : 4万1300円/m2
- 吉野町3037-10外（鹿児島-52） : 6万2400円/m2

鹿児島県地価調査
- 吉野町8640-27（鹿児島-1） : 3万3200円/m2
- 吉野町3355-226外（鹿児島-2） : 4万7000円/m2

## 歴史
吉野町の区域で発生した災害の歴史についての詳細は「#災害」節を参照のこと。

### 先史時代

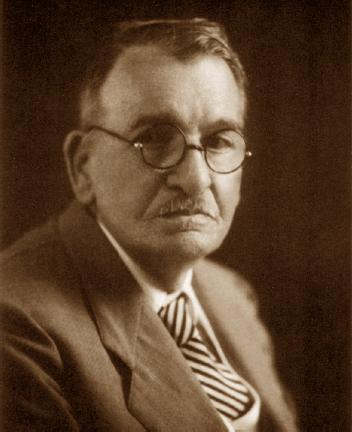
石郷遺跡の調査を行ったイギリスの医師で考古学者でもあるニール・ゴードン・マンロー。

現在の吉野町の区域では主に縄文時代から弥生時代のものと見られる遺跡群が発見されており、吉野台地の東部の鹿児島湾との断崖の線に沿って散在している。
上ノ原の石郷遺跡は1915年（大正4年）にイギリスの医師で考古学者でもあるニール・ゴードン・マンローにより発掘調査が行われた。縄文早期から中期、後期のものと見られ、発掘された土器は市来式、石坂式、阿高式、岩崎上層式、指宿式、鐘崎式、草野式がある。また住居跡も発見されている。
七社の七社遺跡はゴルフ場建設の際に発見された遺跡であり、黒川式土器が発掘されている。前平の前平遺跡で発掘された土器は前平式土器と名付けられ、前平式土器の標式遺跡となった。
弥生時代のものとしては、先述の縄文時代の石郷遺跡に隣接して弥生時代の石郷遺跡があり、この石郷遺跡からは弥生時代後期のものと見られる遺物が発見されている。また、雀ケ宮遺跡でも弥生時代後期のものと見られる遺物が散布している。
また石郷遺跡では、本格的な調査は行われていないが土師器・成川式土器も出土しており、古墳時代の集落跡の存在も予想されている。

### 吉野の成立
吉野という地名は戦国時代より見え、薩摩国のうちであった。吉野という地名は「山本氏日記」の弘治元年（1555年）8月27日の項目にある記述が初見であると考えられ、その他にも「上井覚兼日記」に記述が多く見える。

### 近世の吉野村
江戸時代の吉野村は薩摩国鹿児島郡のうちであり、鹿児島藩庁直轄地の鹿児島城下の近郊農村部を指す鹿児島近在に属していた。鹿児島近在は近村と遠村に区分されており、吉野村は遠村に区分されていた。なお、鹿児島近在は天明4年（1784年）までは近名と呼ばれていた。
村高（石高）は寛文4年（1664年）の「郡村高辻帳」では854石余、「三州御治世要覧」では963石余、「天保郷帳」には854石余、「旧高旧領取調帳」には1,360石余であったと記載されている。
慶応3年頃の吉野村には方限が7か所あり、実方、帯迫、菖蒲谷、中町、中別府、雀ヶ宮、七社があった。方限は薩摩藩の統治機構の一つであり、1村に複数置かれる。各方限には名主が置かれ、他藩の村に相当する。江戸時代初期頃より竜ヶ水地区は大隅国帖佐郷（外城）脇元村（現在の姶良市脇元）の飛地であった。脇元村自体は大隅国に属していたが、飛地であった竜ヶ水地区は薩摩国に属していた。竜ヶ水地区は明治までに吉野村に編入されている。

#### 仙巌園の造園
万治年間に島津光久が大磯に鹿児島城の別館を設け、その別館を仙巌園と名づけた。薩摩藩によって江戸時代後期に編纂された地誌である『三国名勝図会』には、仙巌園が建設された大磯が挿絵入りで収録されており、以下のように記述されている。

大磯 吉野村の海邊なり、一名仙巖洞、縁海の崖岸に道を設く、　淨國公の時、斷巖を削り、巉壁を穿ち椔翳を焚き、草莽を翦り、上下曲直、僅にこの一路を開き、始て人迹通すべし、洞口先づ行て、良英寺を得、是より左に折て、永福寺、及び潮音院あり、猶、高低迂行して、山神、櫻谷等に至り、又右に折て、天滿宮、龍洞院、皆相列る、既にして山下川流れ圯橋を架す、橋側に碑を建つ、其文に出自仙巖別館南門至兩岐路口、五町二十五間、至於府城東門、西踰鳥越故道則二十七町四十四間、南循縁海新道則三十二町三十六間と記す、即仙巖園あり、萬治年中、　寛陽公是を營み、山に靠り、海に臨て、別館を搆へ、仙巖喜鶴亭と名づく、公こゝに遊觀し、翰墨の間に樂み給へるに、雙鶴蹁躚として碧空に横はり、瞭唳として青霄に響き、下りて館廷の墀に集る、いはゆる芝田に戯れ、瑤池に飲むの象の如し、日已に西するに及て、悠々然として去る、故に亭の名に命ず、實に是寛文十二年癸丑、正月九日なり、其地の勝たる、翠嶺後に圍み、裏海前に閘き、南開聞嶽より、海を隔て東福山に至り、凡そ三十里の景色、一望に入り、連山逶迤、潮水湛然、其山其水、清麗澄媚にして、櫻島海心に特立し、浮ぶが如く漂ふが若し、怪巖磯磧に錯綜亂峙し、或は蹲虎と疑ひ、或は奮獅に似たり、遠近巨細、並出互見、陰陽晦明四時奇變し、千形万状摹述すべからず、昔人畫山水の歌に、不出門庭三十五歩、觀盡江山千萬重、其懷を騁せ性を養ふ、亦何ぞ別にこれを求めんや、且此仙洞、櫻樹甚だ多くして、春は瓊筵を花に開き、或は輕舟に棹すもあり、秋は羽觴を月に飛すなど、樂みは此地に盡すと云べし、其勝かくの如くなるを以て、國中の士庶、往々別荘を營み、臺榭園池、東西に相望み、宛も壺中別に天地あるが如し、一たび是に遊ぶもの、塵寰頓に脱し、自ら飛仙昇天の思ひあり、

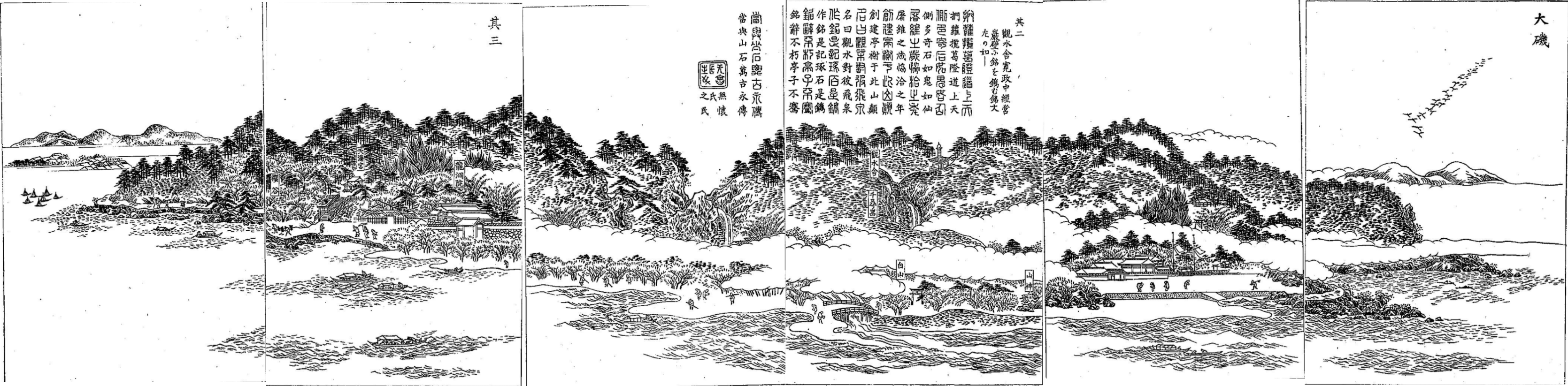
大磯を描いた三国名勝図会の挿絵

—三国名勝図会巻之二

#### 藩営吉野馬牧
吉田・重富・帖佐にかかる付近には藩営の吉野馬牧があり、約400馬が放牧されていた。
吉野馬牧では慶長頃より原で藩庁主催の吉野の馬追いが行われていた。吉野の原に放牧されていた馬の群れを役員など百名が横隊となり鶴翼を作り、中に包み下方のオロと呼ばれるものに追い込むものであった。

#### 集成館事業と近代化工場

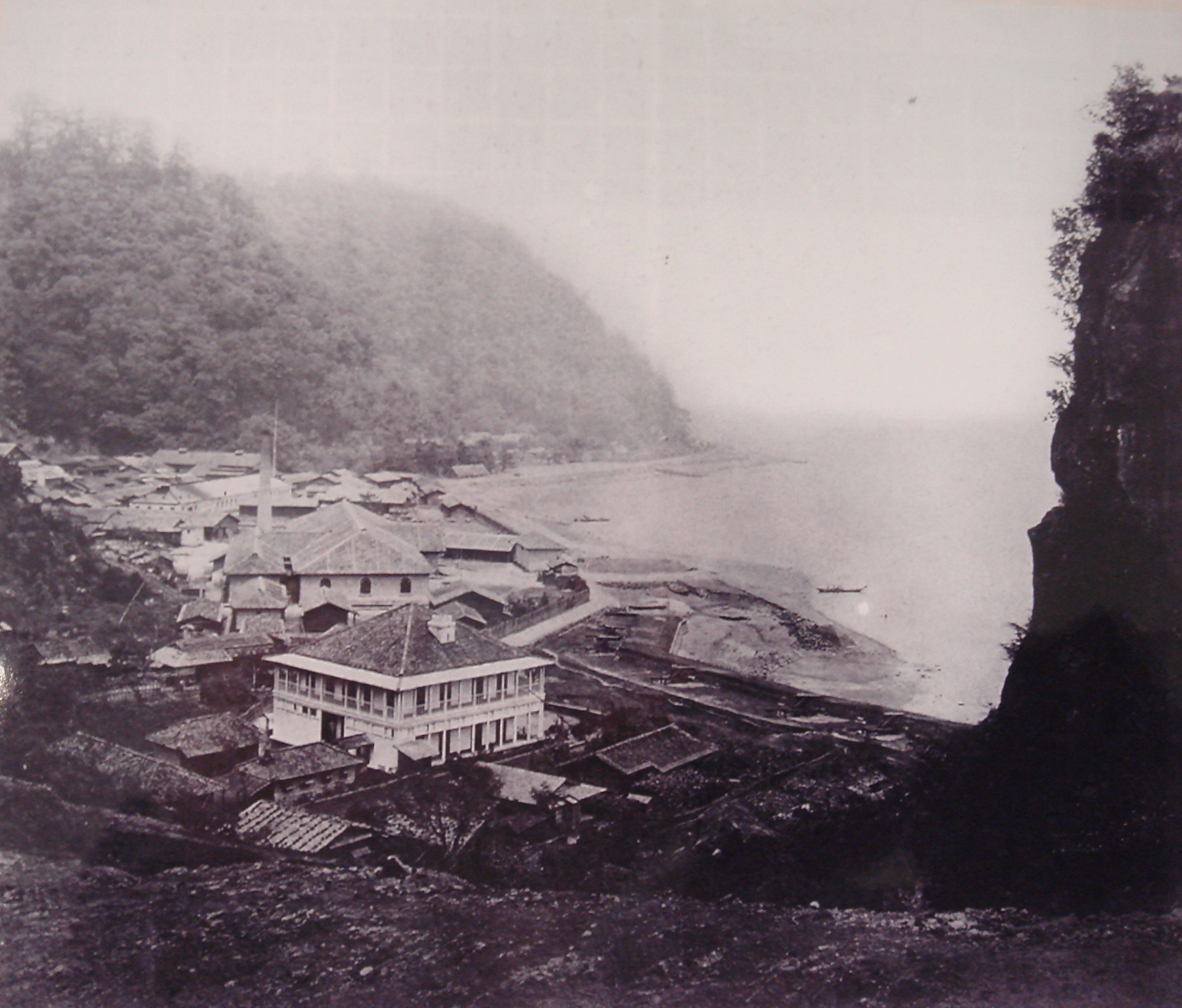
1872年頃の磯地区。集成館事業に関連する建物が多く見える

1851年に島津斉彬が薩摩藩当主に就任すると磯地区にアジア地域初となる製鉄、紡績、造船等の近代洋式工場群が建設された。
1858年に島津斉彬が死去し、その後一時は規模を縮小するが、1863年に鹿児島湾において薩摩藩とイギリスとの間で勃発した薩英戦争ののちに派遣されたイギリス人の指導により集成館機械工場や、日本初の紡績所である鹿児島紡績所が建造された。

#### 藩営吉野薬園
安永8年には吉野薬園と呼ばれる薩摩藩が運営する薬園が現在の吉野小学校の場所に設置された。薬園では70種類の薬草を生産していたが、後に行われた廃藩置県によって薩摩藩が廃止されたことにより薬園は廃止された。
跡地は私学校の分校となったが、西南戦争後に私学校は廃止され、その跡地に小学校が設置された。その小学校はのちの鹿児島市立吉野小学校の前身にあたる。

#### 明治初期の吉野

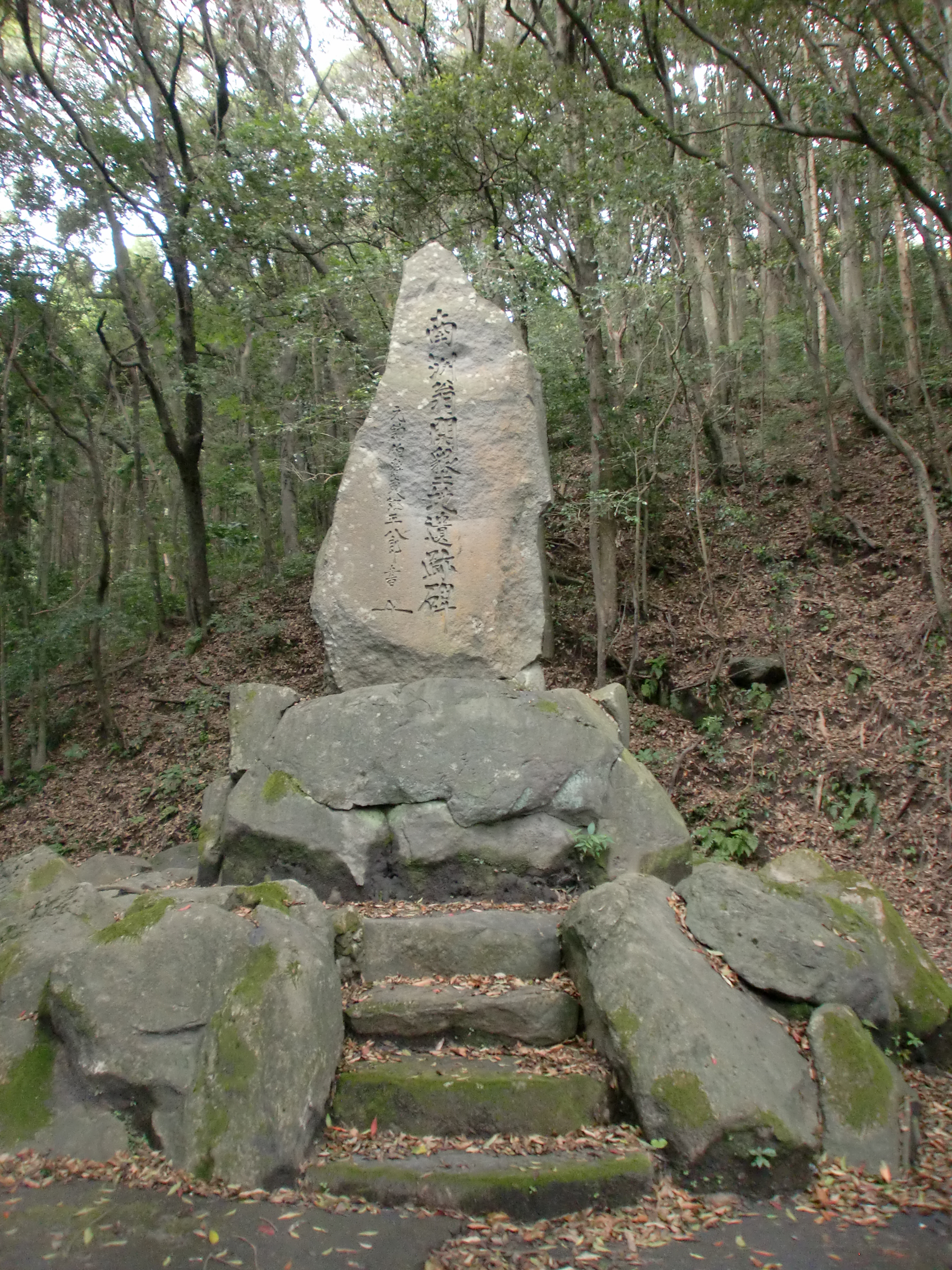
寺山の吉野開墾社の跡に建つ「南洲翁開墾地遺跡碑」（東郷平八郎書）

明治4年には廃藩置県が行われ、吉野村は薩摩藩から鹿児島県管下となった。廃藩置県により失業した士族の士族授産のため、西郷隆盛により吉野開墾社が設立された。吉野開墾社は帰郷浪士ら150名から構成され、吉野村の開墾事業が行われた。
翌年明治5年には天皇の鹿児島県巡幸において磯の機械局を視察するため、行幸道路として田ノ浦（現在の八坂神社附近）から磯までの海岸線の道路（磯街道）が整備された。また、それまで鹿児島から重富に至る道路としては吉野台地・白銀坂経由のルートのみであったが、翌年6月5日には磯から重富までの海岸線沿いの道路（現在の国道10号のルート、約10 km）の建設に着手し、同年9月15日に竣工した。
1878年（明治11年）の郡区町村編制法の施行から1889年（明治22年）に町村制が施行されるまでの間、吉野村内には町村制施行まで戸長役場が置かれ、町村制施行後は戸長役場は吉野村役場となった。

### 近代の吉野
1889年（明治22年）4月1日に町村制（明治21年法律第1号）が施行されたのに伴い、鹿児島近在のうち吉野村、坂元村、下田村、川上村、岡之原村の5村の区域より鹿児島郡吉野村が成立した。町村制の施行に伴いそれまでの吉野村は吉野村の大字「吉野」となった。
1901年（明治34年）6月10日に鹿児島本線（現在の日豊本線）の国分駅（現在の隼人駅）から鹿児島駅までが開通した。大字吉野の区域には駅が設置されなかったが、線路が海岸線沿いを通ることとなった。鉄道の開通から14年経過した1915年（大正4年）8月7日、竜ヶ水地区に竜ケ水駅が設置された。但し、貨物の取り扱いは行われず客扱いのみでの開業であった。
1934年（昭和9年）8月1日には吉野村が鹿児島郡中郡宇村、同郡西武田村とともに鹿児島市へ編入され、同日鹿児島県公報に掲載された鹿児島県告示「 鹿兒島市内大字名廢止町名改稱竝ニ區域變更」によって「吉野ヲ廢止シ其ノ區域ヲ吉野町（ヨシノテウ）ト」とすることが許可され、大字吉野を廃しその区域を以て鹿児島市の町「吉野町」が新たに設置された。
第二次世界大戦前には伊敷村に本部が置かれた大日本帝国陸軍歩兵第四十五連隊の演習場が吉野と花棚の境界上付近に展開されており、第二次世界大戦中には上花棚の区域まで拡大された。

### 現代の吉野
1986年（昭和61年）2月9日に吉野町のうち大明ヶ丘団地として造成された区域に住居表示が実施された。これに伴い町名整理が行われ、吉野町の一部を分割し大明丘一丁目、大明丘二丁目、大明丘三丁目が新たに設置された。翌年の1987年（昭和62年）には吉野町北部を区域とする吉野地区土地区画整理事業の都市計画決定が告示され、1992年（平成4年）に事業に着手した。吉野地区については2022年までの事業完了を予定している。
1993年（平成5年）8月6日には記録的豪雨の影響により、吉野町の竜ヶ水地区をはじめとする鹿児島湾沿岸地域の29か所で大規模な土石流が発生。吉野町の区域で18名が死亡した。土石流により花倉病院周辺が埋没し入院患者や地元住民合わせて15名が死亡したほか、竜ケ水駅に土石流が直撃し駅に停車していた鉄道車両3両が大破し3名が死亡するなど、壊滅的な被害を受けた。
吉野地域の人口増加に伴い、それまでの鹿児島市役所吉野出張所は1997年（平成9年）度より出張所から支所へ格上げされ、1998年（平成10年）1月から旧鹿児島無線送信所跡地に建設された新庁舎での業務を開始している。また、吉野支所は2004年（平成16年）の5町編入と同時に市民局市民部の課相当組織から、部相当組織へ格上げされた。
2015年（平成27年）2月2日に吉野第一地区区画整理事業の事業区域の一部で住居表示が実施されるのに伴い、吉野町、川上町及び下田町の各一部の区域で町名整理が行われ、「吉野一丁目」、「吉野二丁目」が新たに設置された。
同年7月には磯地区にある国の指定重要文化財及び国の史跡である「旧集成館」（旧集成館反射炉跡、旧集成館機械工場、旧鹿児島紡績所技師館）及び、寺山地区にある国の史跡「寺山炭窯跡」が「明治日本の産業革命遺産 製鉄・製鋼、造船、石炭産業」の構成資産の一つとして、世界文化遺産に登録された。
2023年（令和5年）1月23日には川上町・吉野町の一部より「吉野三丁目」、「吉野四丁目」が新たに設置された。

### 沿革
- 弘治元年8月27日 - 「山本氏日記」に吉野という地名が見える。
- 安永8年 - 薩摩藩が吉野薬園を設置。
- 江戸時代から明治時代 - 竜ヶ水地区を大隅国帖佐郷脇元村から編入。
- 明治4年 - 廃藩置県により吉野村は鹿児島県に属す。
- 1889年（明治22年） - 町村制施行により、吉野村が成立。吉野村大字吉野となる。
- 1934年（昭和9年） - 吉野村が鹿児島市に編入され、鹿児島市吉野町となる。
- 1986年（昭和61年） - 吉野町の一部より大明丘一丁目から大明丘三丁目が分離する。
- 2015年（平成27年） - 吉野町、川上町、下田町の一部より吉野一丁目及び吉野二丁目が設置される。
- 2023年（令和5年） - 川上町・吉野町の一部より吉野三丁目及び吉野四丁目が設置される[6]。

### 町域の変遷
| 変更後               | 変更年             | 変更前         |
| -------------------- | ------------------ | -------------- |
| 大明丘一丁目（新設） | 1986年（昭和61年） | 吉野町（一部） |
| 大明丘二丁目（新設） | 1986年（昭和61年） | 吉野町（一部） |
| 大明丘三丁目（新設） | 1986年（昭和61年） | 吉野町（一部） |
| 吉野一丁目（新設）   | 2015年（平成27年） | 吉野町（一部） |
| 吉野一丁目（新設）   | 2015年（平成27年） | 川上町（一部） |
| 吉野一丁目（新設）   | 2015年（平成27年） | 下田町（一部） |
| 吉野二丁目（新設）   | 2015年（平成27年） | 吉野町（一部） |
| 吉野二丁目（新設）   | 2015年（平成27年） | 川上町（一部） |
| 吉野三丁目（新設）   | 2023年（令和5年）  | 吉野町（一部） |
| 吉野三丁目（新設）   | 2023年（令和5年）  | 川上町（一部） |
| 吉野四丁目（新設）   | 2023年（令和5年）  | 吉野町（一部） |

## 災害

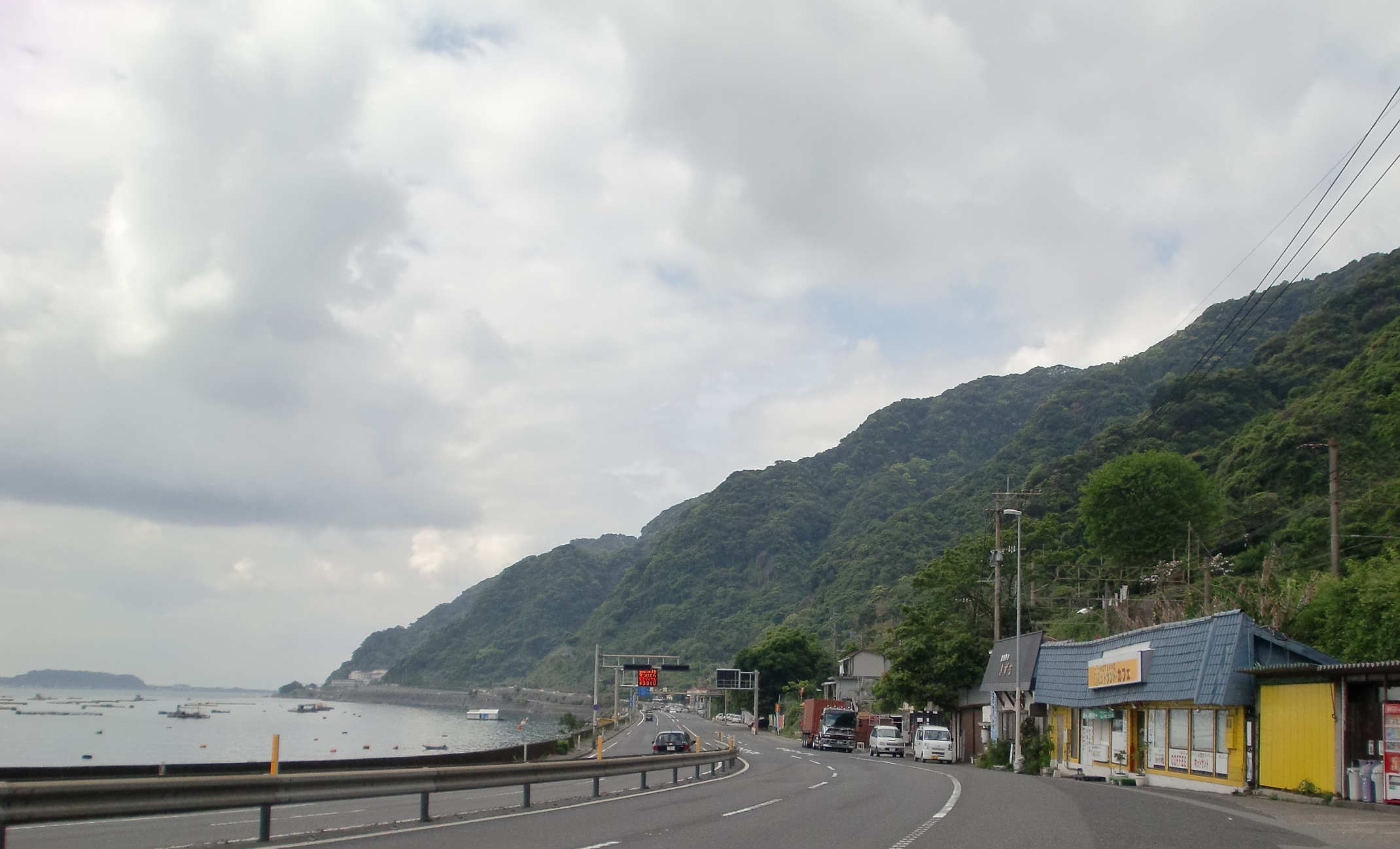
竜ヶ水地区。鹿児島湾と吉野台地の間に国道10号と日豊本線が通る

竜ヶ水地区をはじめとする鹿児島湾に面する地区では土石流などの災害が頻発している。これらの地区は姶良カルデラの壁となっている区域にある。シラス台地である吉野台地での降雨水は急崖とは異なる方向に流下する構造となっている。この構造のため、急崖の中腹にある透水層において強雨時に地下水位が上昇。湧水が発生し、これが崩壊や土石流の誘因となっているとみられる。
平成5年8月豪雨発生後、竜ヶ水地区を中心に砂防施設が建設されている。また、国道10号は異常気象時通行規制区間に竜ヶ水地区を含む姶良市重富から磯地区までの区間が指定されており、連続雨量が200mmに達した場合、道路管理者である国土交通省によって通行止規制が行われる。
吉野町の区域内において発生した主な災害は以下のとおりである。
- 1966年（昭和41年）7月9日 - 三船地区にてがけ崩れ（1名死亡）
- 1969年（昭和44年）7月5日 - 平松地区物言谷にて土石流（2名死亡、重傷者1名）、国鉄日豊本線及び国道10号が埋没。
- 1971年（昭和46年）6月20日 - 平松地区にてがけ崩れ、国鉄日豊本線埋没。
- 1977年（昭和52年）6月24日 - 竜ヶ水災害（9名死亡）、国鉄日豊本線埋没。
- 1993年（平成5年）8月6日 - 平成5年8月豪雨（18名死亡）、JR日豊本線及び国道10号、花倉病院埋没。
- 2019年（令和元年）7月2日 - 寺山炭窯跡が崖崩れにより埋没[71]。

### 竜ヶ水災害
1977年（昭和52年）6月24日に発生した災害であり、竜ケ水駅付近のシラス崖が連日の雨により高さ300mに渡り崩壊。崩壊した崖の直下の住民9名が死亡した。建物の被害は13棟が全壊、1棟が一部破損であった。
また、国鉄日豊本線（当時）の線路が土石に埋まり、復旧に1か月以上を要した。

### 平成5年8月豪雨

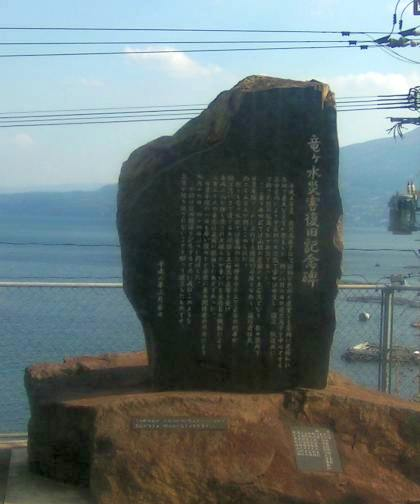
竜ケ水駅に設置されている竜ヶ水災害復旧記念碑

1993年（平成5年）8月6日に平成5年8月豪雨（8.6豪雨）に起因して吉野町の錦江湾沿岸部にある磯地区、花倉地区、竜ヶ水地区を通る国道10号及び日豊本線沿線で29か所の土石流・崖崩れが発生するなど壊滅的な被害を受けた。このことにより家屋に甚大な被害を受け、国道10号や日豊本線が土石流によって堰き止められたことにより鹿児島市近郊の交通網も麻痺した。吉野町内においては大規模な土石流が発生した竜ヶ水地区と花倉地区において18名が死亡した。

#### 竜ヶ水地区
竜ヶ水（りゅうがみず）地区にある竜ケ水駅付近では周囲の地域でがけ崩れや土石流が相次いて発生したことにより、鉄道・道路が通行不能となり完全に孤立状態となった。当時竜ヶ水地区には国道10号を通行中であった自動車約800台に乗車していた者と竜ケ水駅に停車中であった列車の乗客が取り残され、駅の南方向にある国道10号にて強盗事件の検問を行っていたため偶然居合わせた警察官と駅で孤立した列車の乗務員の誘導により、国道10号の道路上に合わせて約2,500名が避難した。
同日16時53分ごろ、竜ケ水駅の北方向にある斜面が崩壊。これによって発生した土石流が直撃したことにより、停車していた列車2編成3両が大破し、駅は埋没した（日豊本線竜ヶ水駅土石流事故）。日豊本線の線路を超えた土石流は国道10号の路上に避難していた人や自動車の一部に直撃し、一部の人々は鹿児島湾に投げ出された。
鹿児島県からの出動要請を受けた対岸の桜島にある鹿児島郡桜島町は桜島町営の桜島フェリーを災害救助のため竜ヶ水地区に派遣し、駆けつけた漁船、海上保安庁と共に土石流によって孤立していた竜ヶ水から順次鹿児島港へ搬送した。
竜ヶ水地区での土石流災害からの脱出劇・救難活動は、さまざまなドキュメンタリー番組で取り上げられ、NHKの『プロジェクトX〜挑戦者たち〜』（絶体絶命 650人決死の脱出劇～土石流と闘った8時間～）をはじめとして、フジテレビの『奇跡体験!アンビリバボー』、日本テレビの『奇跡の生還! 九死に一生スペシャル』において題材となったほか、東京書籍が発刊した2015年（平成27年）度用小学校道徳6年の教科書にこの災害における救助活動について記された「土石流の中で救われた命」が教材として掲載された。

#### 花倉地区
また、竜ヶ水地区の西に位置する花倉（けくら）地区では集落を土石流が直撃し、集落にあった花倉病院に入院していた患者9名と花倉地区の住民6名の合わせて15名が死亡した。
災害後、鹿児島市内の学校に避難した花倉地区の住民は、花倉地区に戻らずに市営住宅に入居した住民も多く、花倉地区の人口は水害発生以前は約200人であったのに対して水害後は60人程度に減少した。

## 産業
2014年（平成26年）の経済センサスによれば吉野町に所在する全事業所数は839事業所であり従業者数は7,488名であった。業種別には卸売業・小売業207、建設業138、製造業36、運輸業・郵便業19、農業・林業7、情報通信業2、電気ガス熱供給水道業1の順であった。
2015年（平成27年）の国勢調査によると吉野・吉野町に居住する15歳以上の就業者数は15,444人であり、産業別では多い順に医療・福祉2,926人、卸売業・小売業2,820人、建設業1,553人、教育・学習支援業904人、サービス業904人、製造業870人、宿泊業・飲食サービス業860人、運輸業・郵便業846人、学術研究・専門・技術サービス業603人、生活関連サービス業・娯楽業573人、公務員568人、金融業・保険業411人、農業・林業355人、情報通信業263人、不動産業・物品賃貸業262人、複合サービス事業139人、電気ガス熱供給水道業68人、漁業3人、鉱業・採石業・砂利採取業1名となっている。

## 人口
『鹿児島市史第5巻』の記述によると2014年10月1日現在の人口は32,691人であり、鹿児島市の町丁では最も多くの人口を擁している。

### 区域別人口
以下の表は2020年10月1日現在の吉野の各区域の人口一覧である。
| 町丁       | 人口   | 世帯数 |
| ---------- | ------ | ------ |
| 吉野町     | 33,582 | 13,144 |
| 吉野一丁目 | 1,155  | 490    |
| 吉野二丁目 | 1,457  | 599    |
| 計         | 36,194 | 14,233 |

### 人口の変遷
| 年                   | 人口   |
| -------------------- | ------ |
| 明治初期（15～17年） | 4,396  |
| 1960年（昭和35年）   | 10,503 |
| 1965年（昭和40年）   | 11,054 |
| 1970年（昭和45年）   | 17,331 |
| 1979年（昭和54年）   | 27,733 |
| 1990年（平成02年）   | 24,974 |
| 1995年（平成07年）   | 27,850 |
| 2000年（平成12年）   | 30,355 |
| 2005年（平成17年）   | 31,628 |
| 2010年（平成22年）   | 32,214 |
| 2015年（平成27年）   | 34,342 |
| 2020年（令和02年）   | 36,194 |

### 世帯数の変遷
| 年                 | 世帯数 |
| ------------------ | ------ |
| 1990年（平成2年）  | 7,833  |
| 1995年（平成7年）  | 9,162  |
| 2000年（平成12年） | 11,511 |
| 2005年（平成17年） | 12,692 |
| 2010年（平成22年） | 13,510 |
| 2015年（平成27年） | 13,267 |
| 2020年（令和2年）  | 16,343 |

## 文化財
吉野に所在する史跡などの文化財群は、薩摩藩主島津氏の別邸（仙巌園）があった磯地区に特に多く、国の名勝に指定されている仙巌園や、国の重要文化財に指定されている集成館事業により建設された旧集成館や旧鹿児島紡績所技師館など日本の近代化において大きな影響を与えた建造物が多く所在している。
2015年（平成27年）7月に行われた第39回世界遺産委員会においてユネスコの世界文化遺産に登録された、「明治日本の産業革命遺産 製鉄・製鋼、造船、石炭産業」の構成資産には吉野町にある旧集成館反射炉跡、旧集成館機械工場、旧鹿児島紡績所技師館、寺山炭窯跡が含まれている他に、隣接する下田町にある関吉の疎水溝も構成資産に含まれている。

### 世界文化遺産

「明治日本の産業革命遺産 製鉄・鉄鋼、造船、石炭産業 エリア2 鹿児島」の所在図

明治日本の産業革命遺産 製鉄・製鋼、造船、石炭産業 エリア2 鹿児島
登録年：2015年（第39回世界遺産委員会）
- 旧集成館
第11代薩摩藩主島津斉彬の命により起こされた日本最初の洋式産業群である集成館事業により建設された工場群の総称であり、1853年に集成館と名付けられたものである。欧米列強に対抗するため、薩摩藩主島津斉彬は1851年から工場群を設けて軍事強化と産業育成を図った（集成館事業）。製鉄・造船・紡績など幅広い分野を手掛けた。1863年の薩英戦争や1877年の西南戦争では被害を受けその度に再興したが、1915年に廃止された。1959年（昭和34年）2月25日に国の史跡に指定された。1962年（昭和37年）6月21日には国の重要文化財に指定された。登録面積は9.98 ha（緩衝地域61.09 ha）である。

- 旧集成館反射炉跡
反射炉下部の遺構。佐賀藩が有していたオランダの技術書の日本語訳を基にしつつ、在来工法による石積みや薩摩焼の技術を用いた耐火煉瓦製造など、和洋折衷の技術で反射炉が建設された。
- 旧集成館機械工場
日本初の本格的な洋式石造建造物であり、1863年の薩英戦争で焼失した集成館の跡地に建設されたものである。1962年（昭和37年）6月21日に国の重要文化財に指定された。金属加工や船舶の修理、部品加工が行われた機械工場。建物は国の重要文化財。薩英戦争により初期の集成館は一度焼失する。その後島津忠義は、幕府直営の長崎製鉄所を手本に、オランダから工作機械を輸入して再興を行い、1865年に建物が完成した。1863年製造のオランダ製形削盤も現存しており、国の重要文化財に指定されている。「尚古集成館」として公開されている。
- 旧鹿児島紡績所技師館（異人館）
日本初の紡績工場である鹿児島紡績所を作るにあたり、技術指導の為に招聘したイギリス人技師の宿舎として建設されたものであり、異人館とも呼ばれる。1959年（昭和34年）2月25日に国の重要文化財及び史跡に指定された。

- 寺山炭窯跡
寺山地区にある集成館事業に用いる木炭を製造するために建設された炭窯。1977年（昭和52年）8月19日に鹿児島市の史跡に指定され、2013年（平成25年）3月27日に「旧集成館附寺山炭窯跡」として国の史跡に追加指定された。

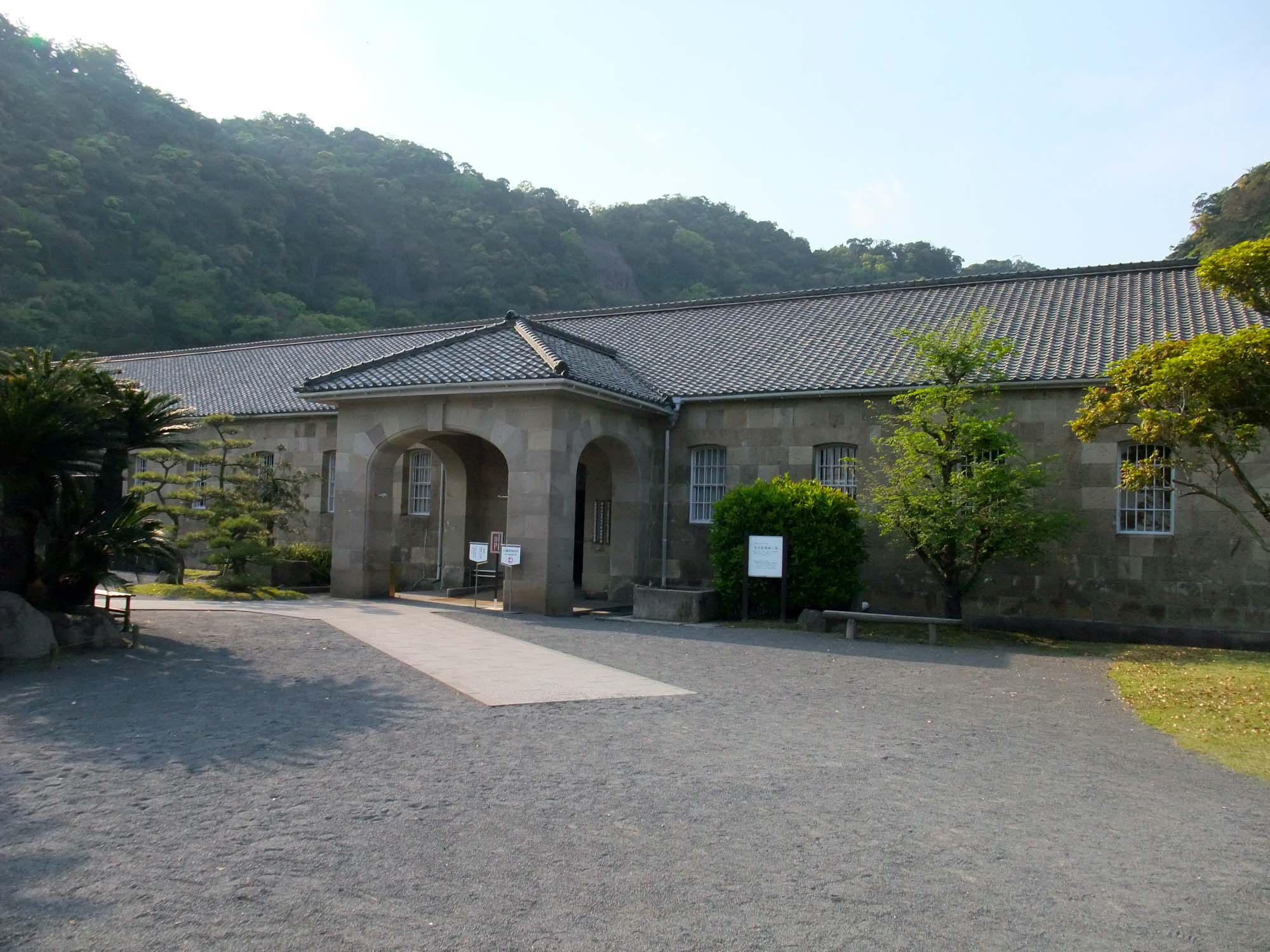
旧集成館機械工場
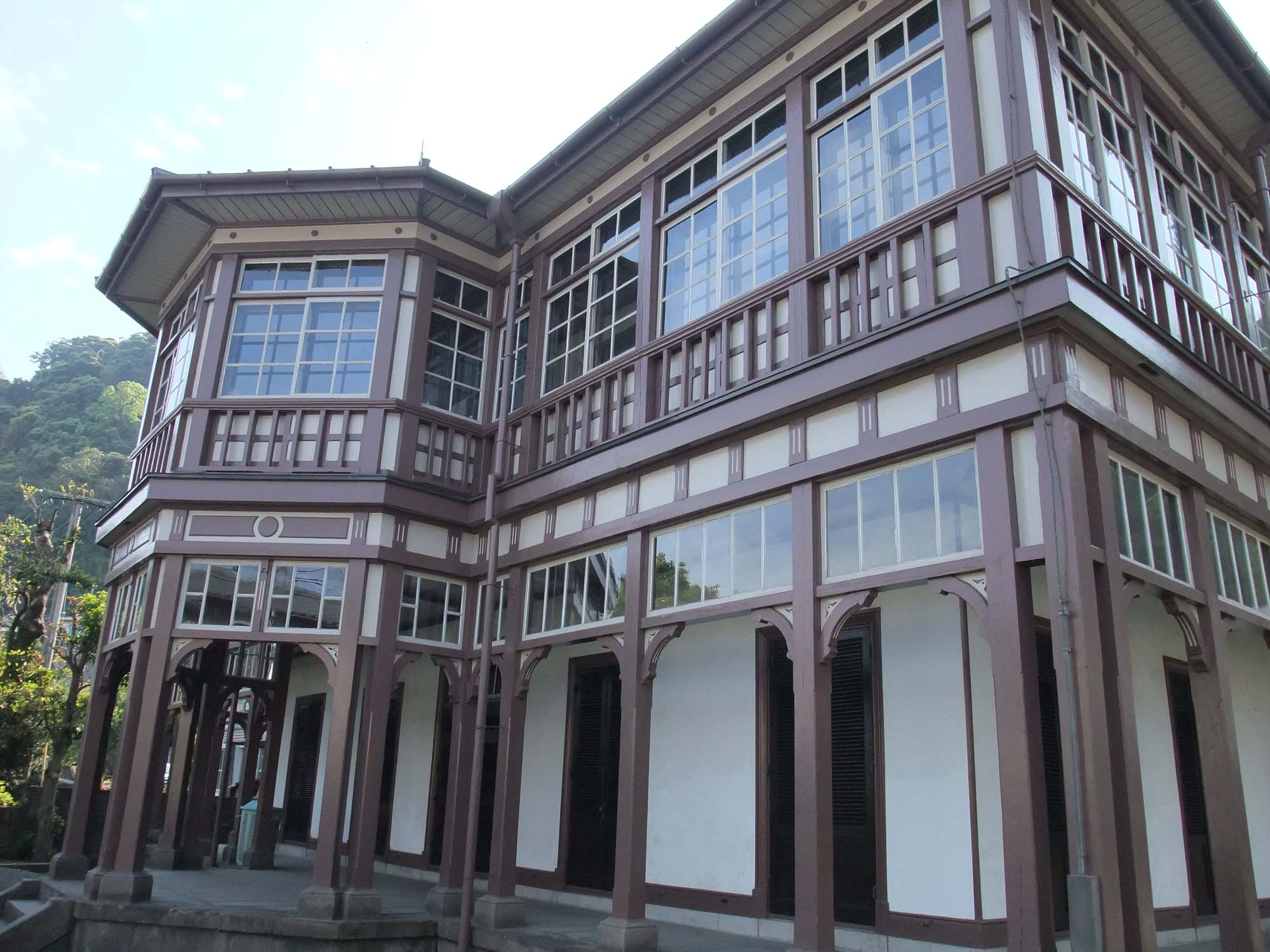
旧鹿児島紡績所技師館
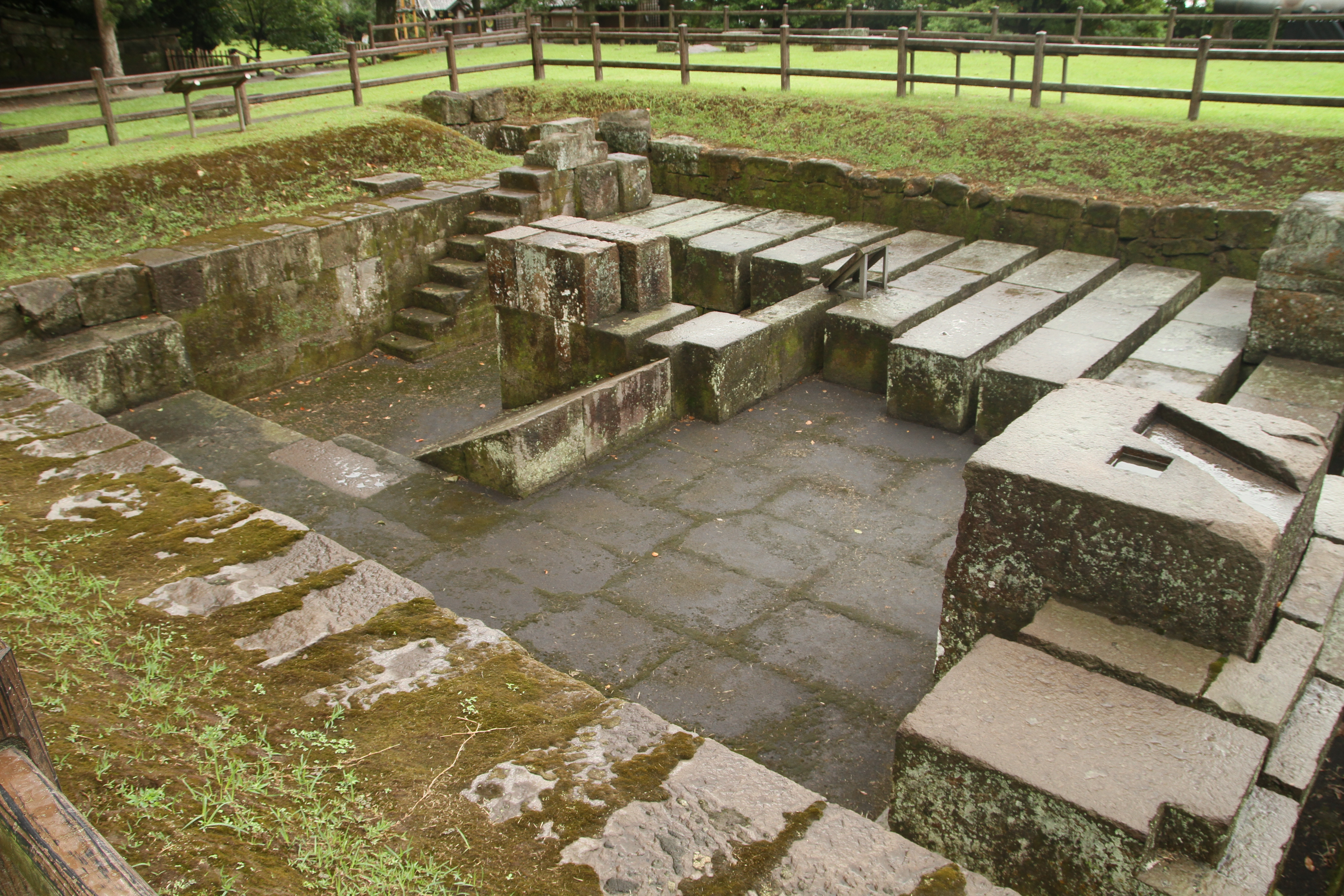
旧集成館反射炉跡
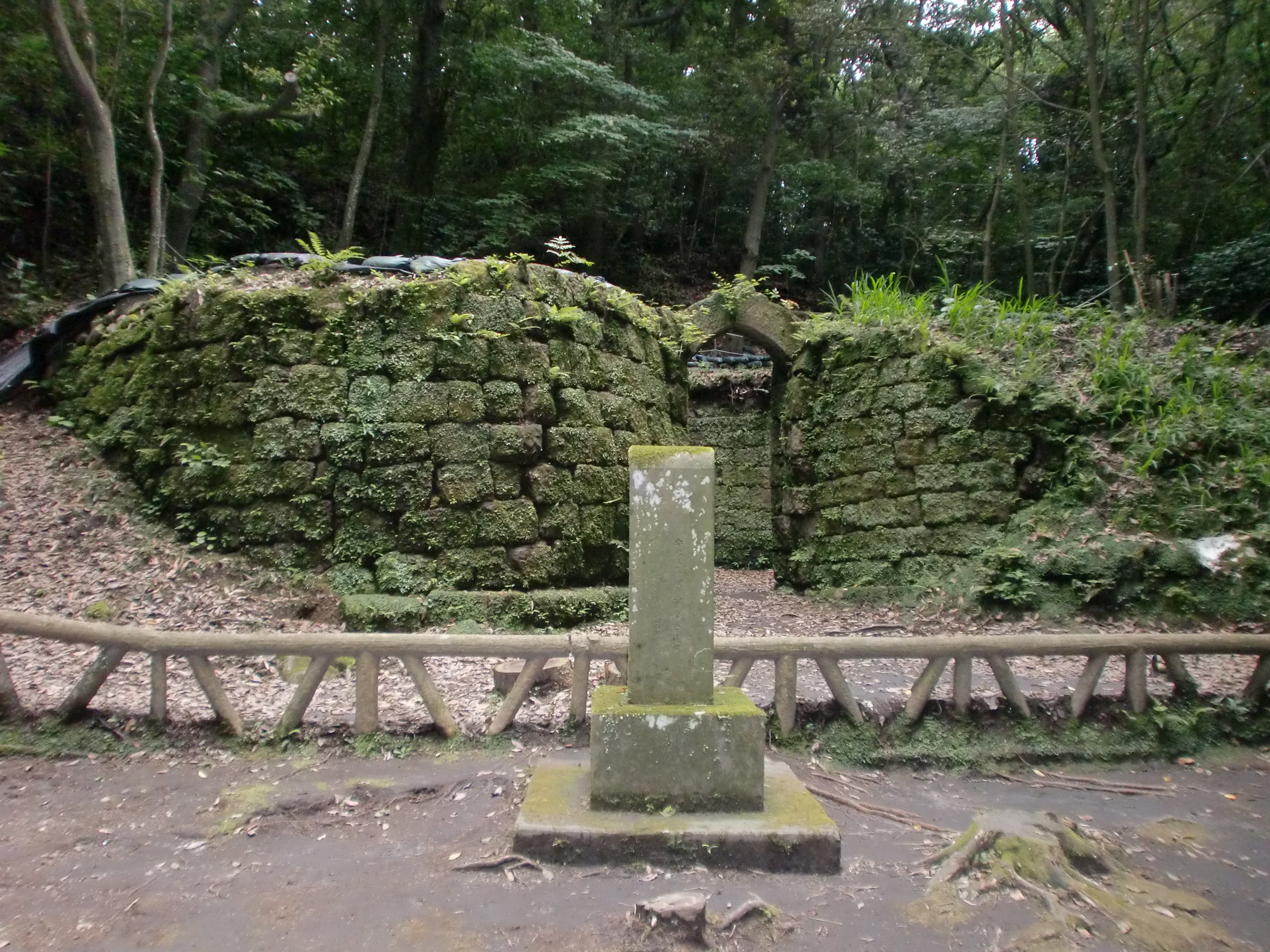
寺山炭窯跡

### 国指定
日本国によって指定された吉野町・吉野に所在する文化財の一覧である。この節では上記の世界文化遺産で記載された国指定の文化財等の解説は割愛する。

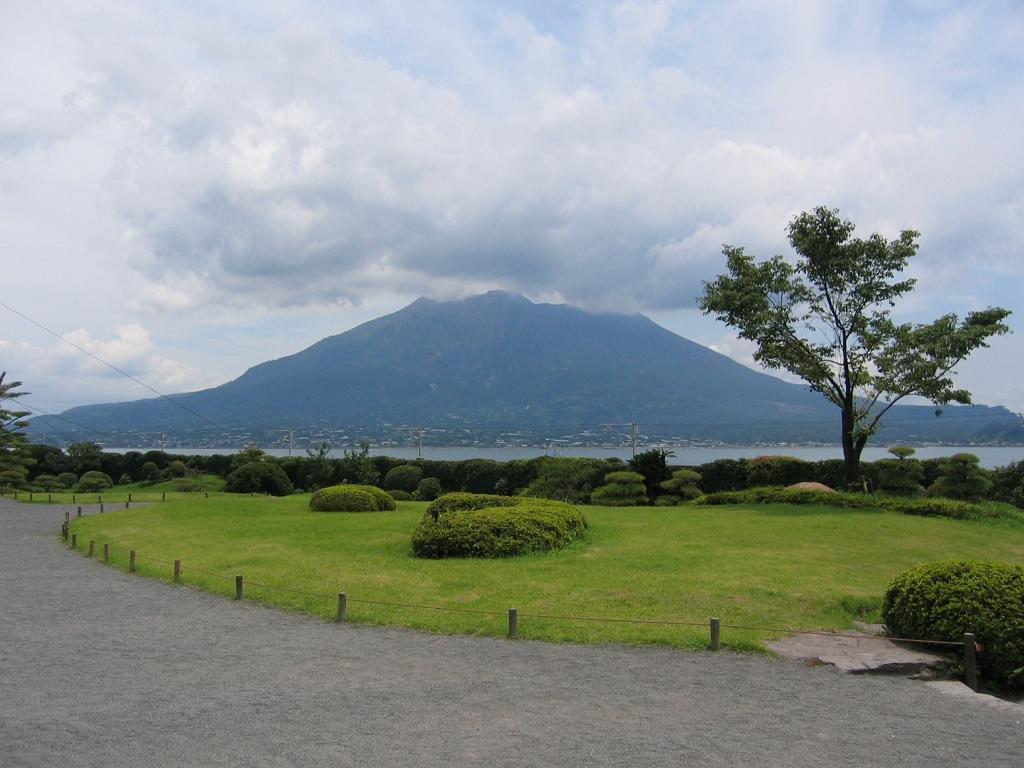
仙巌園

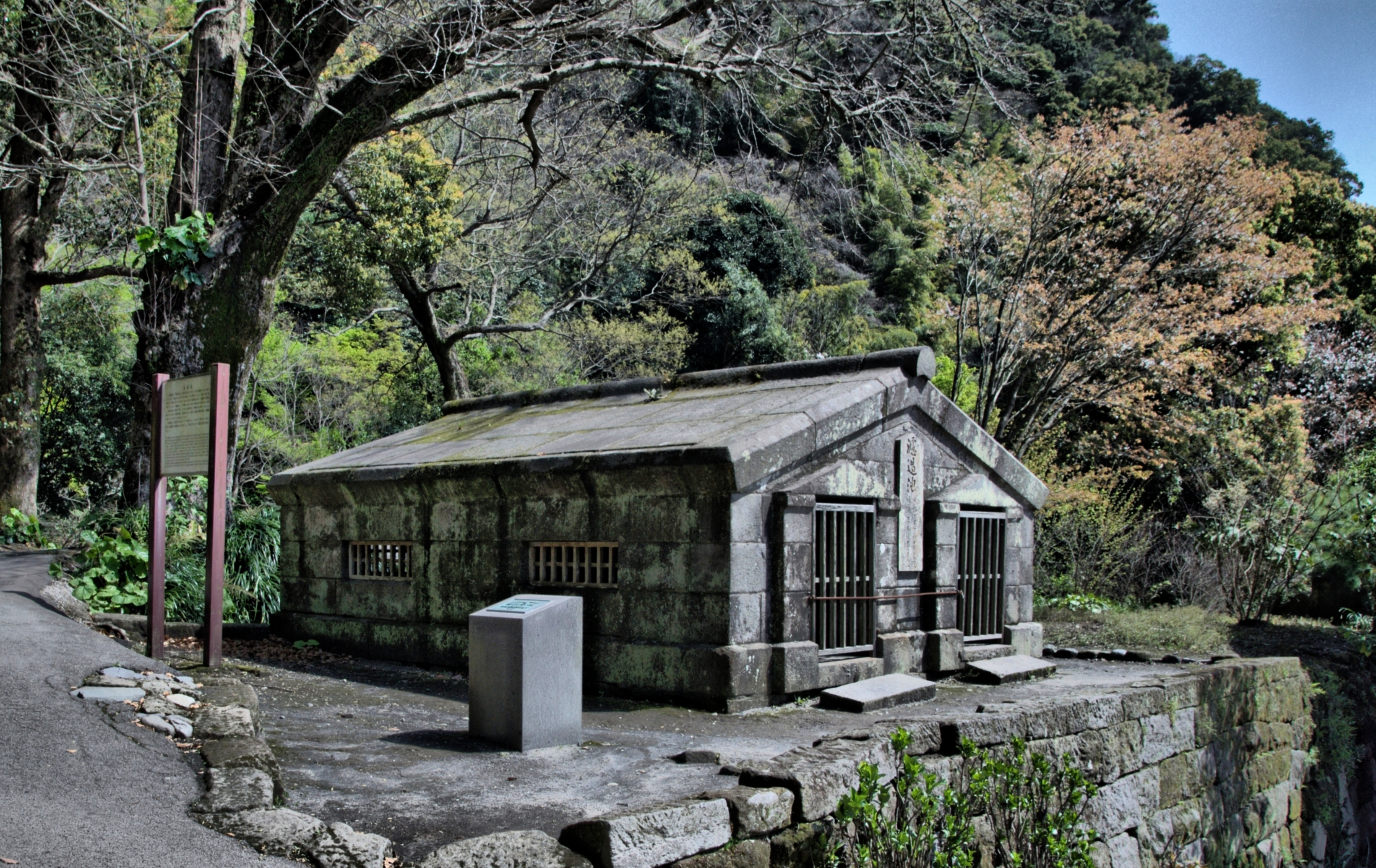
仙巌園内濾過池

#### 名勝
- 仙巌園 附:花倉御仮屋庭園[100]
1658年（万治元年）に第19代当主であった島津光久によって造園されたもので、借景技法を用い、桜島を築山に、鹿児島湾を池に見立てた景色と広大な庭園が特徴とされている[111]。1958年（昭和33年）5月15日に国の名勝に指定された[100][112]。

#### 史跡
- 旧集成館（世界文化遺産構成資産の一部）
- 鹿児島紡績所跡
1867年（慶應3年）に薩摩藩によって集成館事業の一環として建設された日本初の紡績工場[113]。明治4年に「商通社」となり、1897年（明治30年）に閉鎖された。発掘調査の結果、鹿児島紡績所の本体の基礎部分が遺構として発見され、2013年（平成25年）10月17日に国の史跡として指定されていた旧鹿児島紡績所技師館の区域を拡張する形で、国の史跡に追加指定された[114]。

#### 文化財

##### 美術品・歴史資料

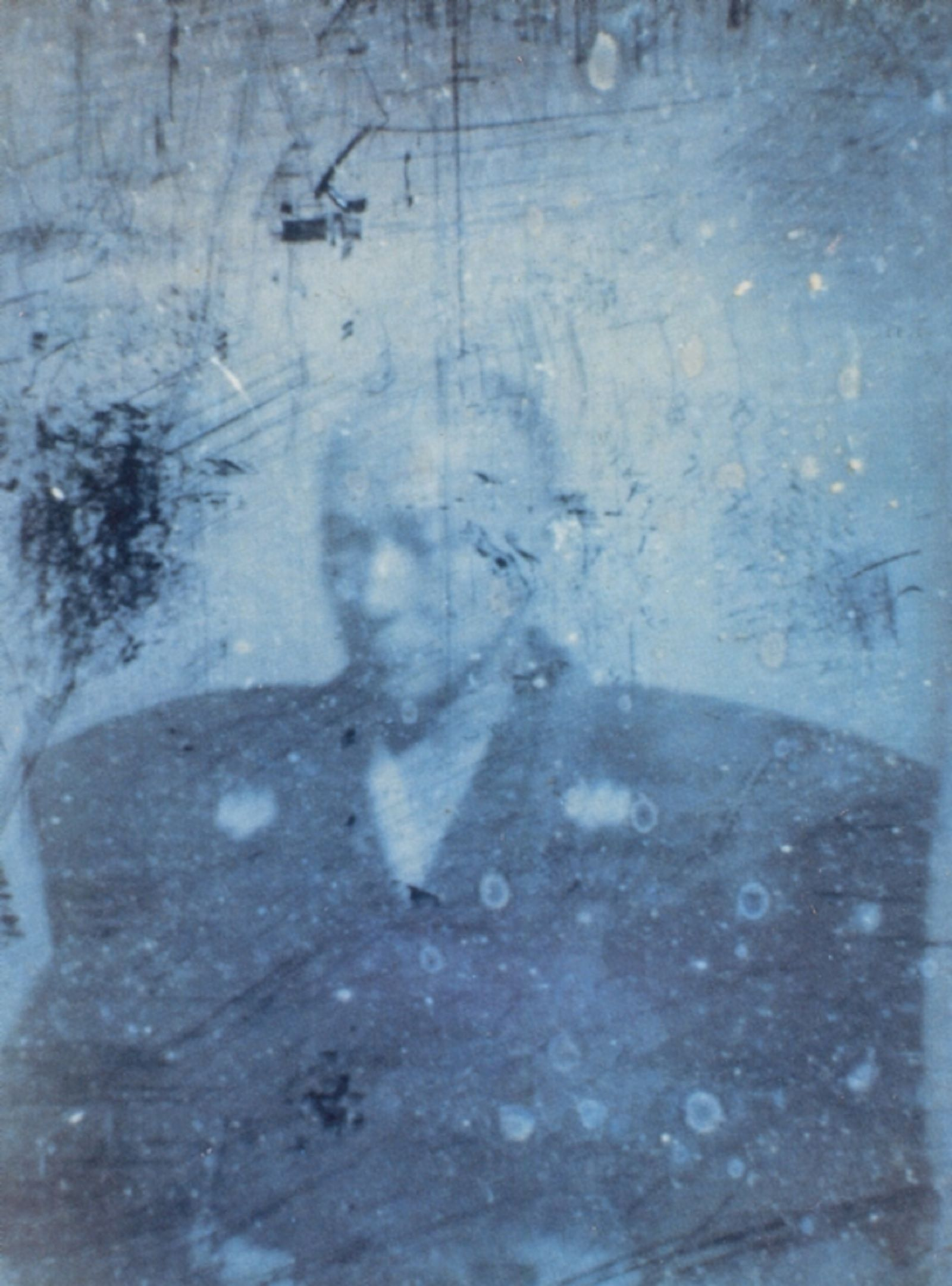
尚古集成館に所蔵されている島津斉彬の銀板写真（国指定重要文化財）

吉野の磯地区には尚古集成館という博物館と鶴嶺神社いう神社があり、美術品や歴史資料が所蔵されている。所蔵されている美術品や歴史資料には次のようなものがある。
- 文禄三年島津氏分国太閤検地尺（尚古集成館所蔵[115]）[100]
太閤検地の際に島津氏分国検地で使用された地尺で、太閤検地の基準尺としては唯一の現存しているものである[116]。1980年（昭和55年）6月6日に重要文化財（美術品）に指定された[117]。尚古集成館に収蔵されている。
- 木村嘉平関係資料[108]
島津斉彬の命を受けて三代木村嘉平が作製した活字印刷に関する器具セットである[118]。1987年（昭和62年）3月26日に「木村嘉平製作の活字および諸道具類」として鹿児島県の有形文化財（工芸品）に指定され[119]、1998年（平成10年）6月30日に国の重要文化財（美術品）に指定された[108][120]。尚古集成館に収蔵されている。
- 銀板写真（島津斉彬像）一枚[108]
安政4年（1857年）9月17日に鹿児島城において撮影された島津斉彬の写真である。日本人が撮影した銀板写真で唯一現存するものであり、写真史上重要なものである。尚古集成館に収蔵されている。1999年（平成11年）6月7日に国の重要文化財（歴史資料）に指定された[121]。
- 形削盤 1863年、オランダ製 一台[108]
- 太刀 銘 備前國住雲次 一口（鶴嶺神社所有[122]）[100]
- 赤糸威鎧 兜・大袖・杏葉付 一領[100]
島津氏の祖島津忠久が着用していたとされる大鎧である。鶴嶺神社が所蔵している。1964年（昭和39年）5月26日、国の重要文化財（工芸品）に指定された[123]。
- 犬追物関係資料（島津家伝来） 665点
典籍・文書類 610点、装束・弓馬具類 44点、写真ガラス原板 11点が含まれる。「犬追物関係資料」として1992年（平成4年）3月23日に鹿児島県指定有形文化財に指定され[108][124]、2017年（平成29年）9月15日に「犬追物関係資料（島津家伝来）」として国の重要文化財に指定された[125][126][127]。

#### 天然記念物
- キイレツチトリモチ産地[100]
ツチトリモチ科の1年生の寄生植物で、葉緑体を持たないことから光合成をおこなわず、トベラやネズミモチなどの根に寄生している[128]。珍しい種類であり「本自生地ハ鹿児島市ノ東方磯ノ海岸山林中ニアリ[129]」とされ吉野町の磯海岸の生育地が1921年（大正10年）に天然記念物に指定された[100][130]。

### 県指定

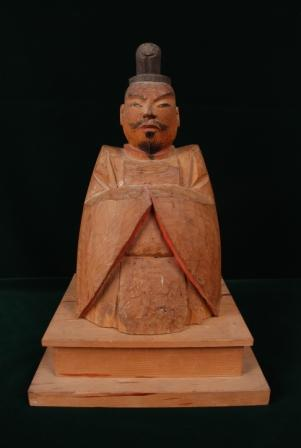
尚古集成館所蔵「島津忠国像」（県指定有形文化財）

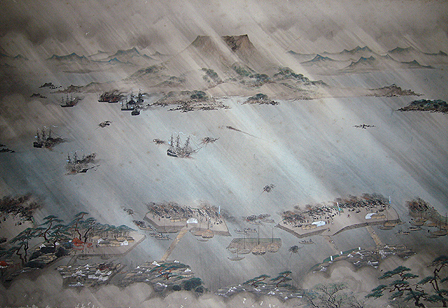
尚古集成館所蔵「英艦入港戦争図（薩英戦争絵巻）」（県指定有形文化財）

- 武将像（伝島津忠久画像）一幅（有形文化財（絵画）、尚古集成館所蔵）
1979年（昭和54年）3月14日指定[131][132]
- 茶器 平野肩衝 一口 附 目録並附属品（有形文化財（工芸品）、尚古集成館所蔵）
1980年（昭和55年）3月31日指定[131][133]
- 島津貴久所用時雨の旗一旒ほか十六旒（有形文化財（歴史資料）、尚古集成館所蔵）
1987年（昭和62年）3月16日指定[131][134]
- 伝島津忠昌像（有形文化財（彫刻）、尚古集成館所蔵）[135]
1995年（平成7年）4月12日指定[108]
- 大権現忠国（島津忠国）像（有形文化財（彫刻）、尚古集成館所蔵）[136]
1995年（平成7年）4月12日指定[108]
- 薩摩硝子 島津家伝来（有形文化財（工芸品）、尚古集成館所蔵）[137]
2005年（平成17年）4月19日指定[108]
- 葵牡丹紋七宝繋蒔絵雛道具（有形文化財（工芸品）、尚古集成館所蔵）[138]
2008年（平成20年）4月22日指定[108]
- 英艦入港戦争図（薩英戦争絵巻）（有形文化財（歴史資料）、尚古集成館所蔵）[139]
1997年（平成9年）4月21日指定[108]
- 規式・料理関係文書（有形文化財（古文書）、尚古集成館所蔵）[140]
2006年（平成18年）4月21日指定[108]

### 市指定

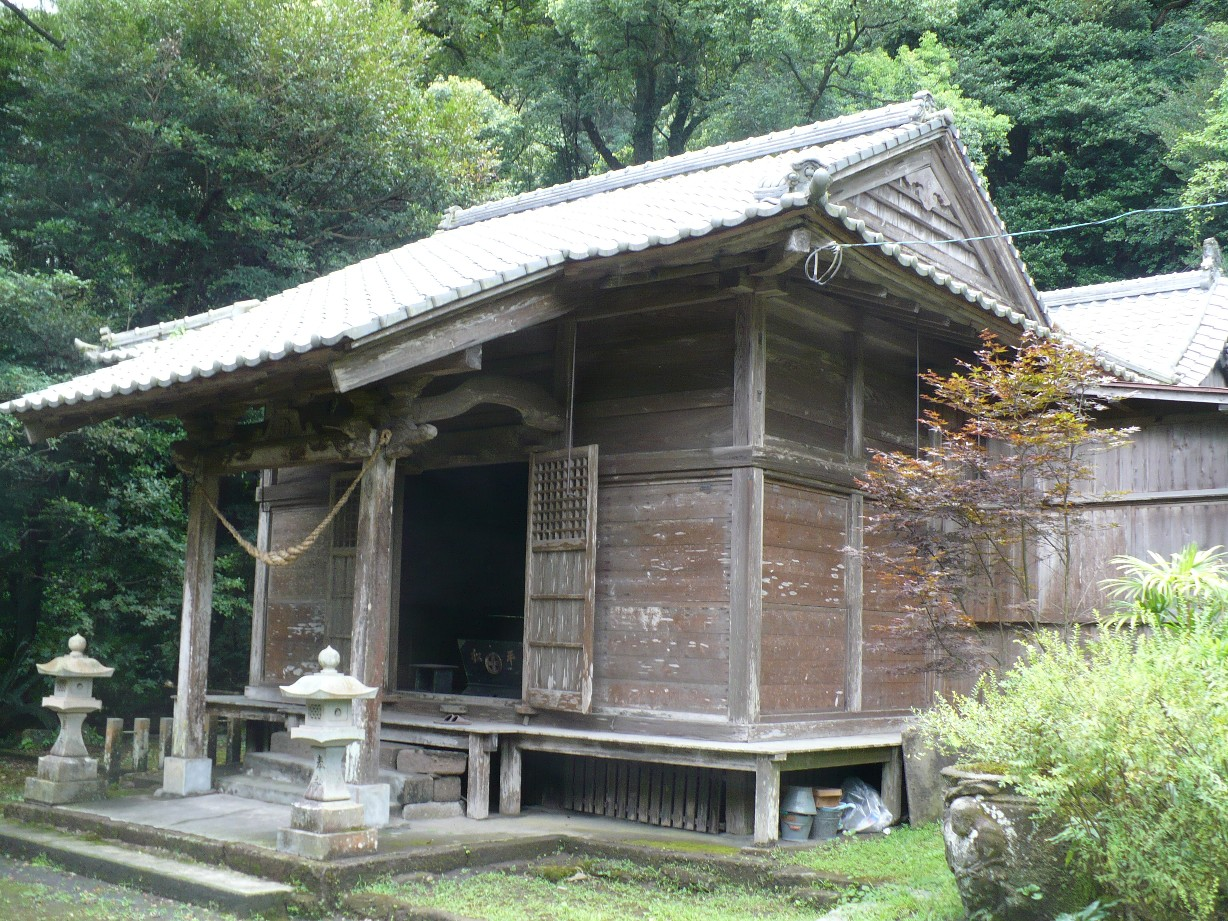
心岳寺跡にある平松神社

2020年4月1日現在の鹿児島市指定の文化財は以下のとおりである。
- 心岳寺跡（史跡）
かつて字平松にあった曹洞宗の寺院で島津歳久を祀っていたが、明治3年の廃仏毀釈により平松神社となった[142]。戦前までは島津歳久の命日である8月18日に心岳寺詣りが行われており、妙円寺詣り、加世田日新寺詣りと並び鹿児島三大詣りと称されていた[143]。

### 国登録
- 磯珈琲館（旧芹ヶ野島津家金山鉱業事業所）
1904年（明治37年）に串木野村（串木野町・串木野市を経て現在はいちき串木野市の一部）に串木野鉱山の事業所として島津興業により建造されたもので、洋風の外観に和風の屋根を備えているなど独特の形態を持つ[144]。1923年（大正12年）と1986年（昭和61年）に移築されている。1999年（平成11年）8月23日に登録有形文化財（建造物）に登録された[145]。
- 磯工芸館（旧島津家吉野殖林所）
1909年（明治42年）に吉田村（吉田町を経て現在は鹿児島市の一部）に島津家吉野殖林所として島津興業により建造されたものである。現在は磯工芸館として薩摩切子等の展示販売室となっている[146]。1999年（平成11年）8月23日に登録有形文化財（建造物）に登録された[147]。
- 仙巌園内濾過池
1906年（明治39年）に建造された仙巌園内にある濾過池であり、地下2.4mに敷設された水道石管から取水し濾過した後敷地内に配水する施設である[148]。2001年（平成13年）8月28日に登録有形文化財（建造物）に登録された[149]。

### その他の史跡
- 西郷隆盛蘇生の家
1858年（安政8年）の安政の大獄により幕府から追われていた京都の僧の月照は西郷隆盛と共に薩摩に逃げたが薩摩藩は幕府を恐れ匿わず日向国の高岡に行くように命じられたが、これは途中で斬り捨てよという意味であったため、西郷は月照と共に花倉で海に身を投げ自殺を図ったが、住民に救助された。月照は死亡したが、西郷はその住民の家で蘇生した。西郷が蘇生した花倉にある住民の住宅が西郷隆盛蘇生の家として現在の国道10号の沿線に現存している[150]。

## 施設

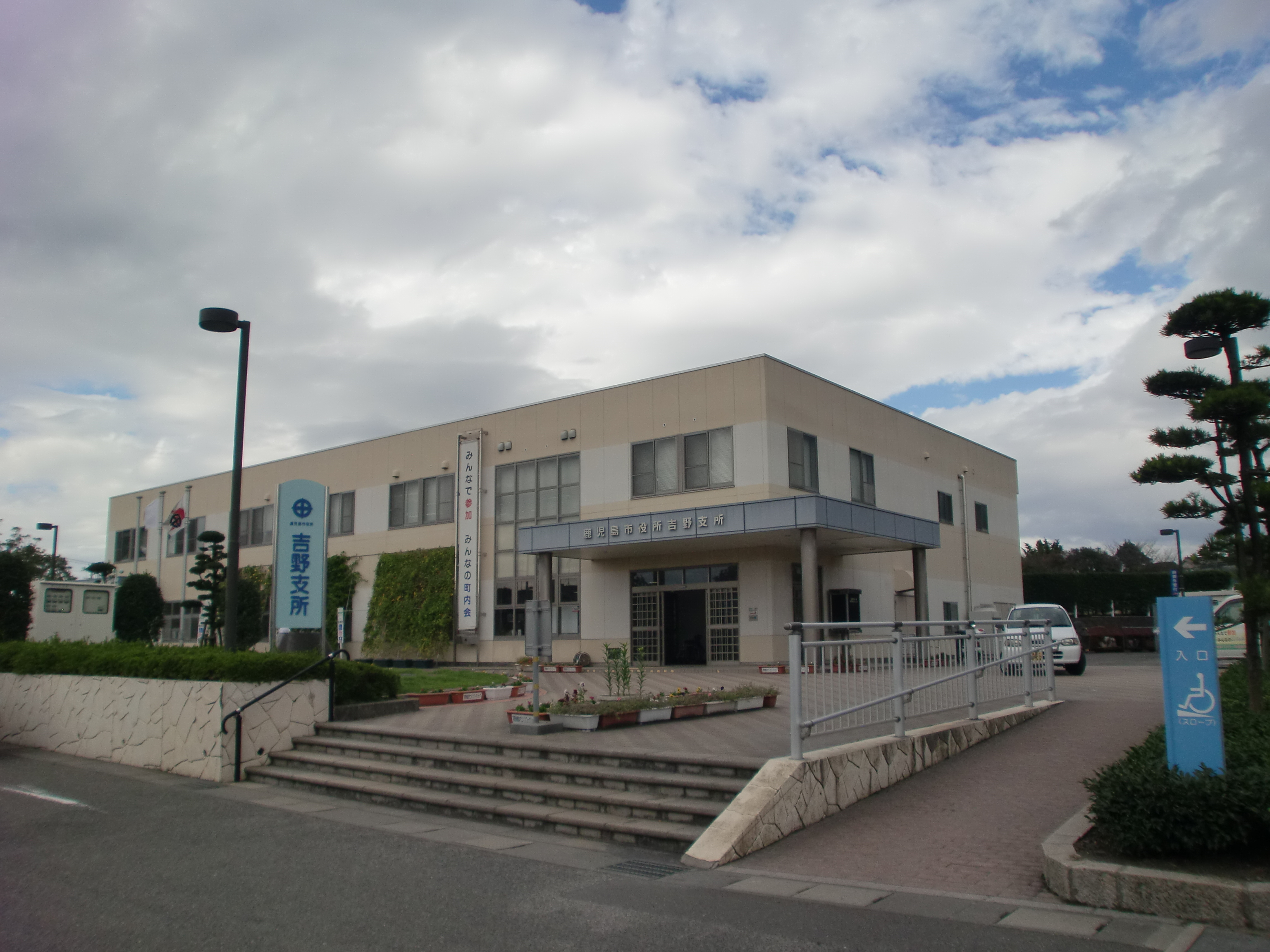
鹿児島市役所吉野支所

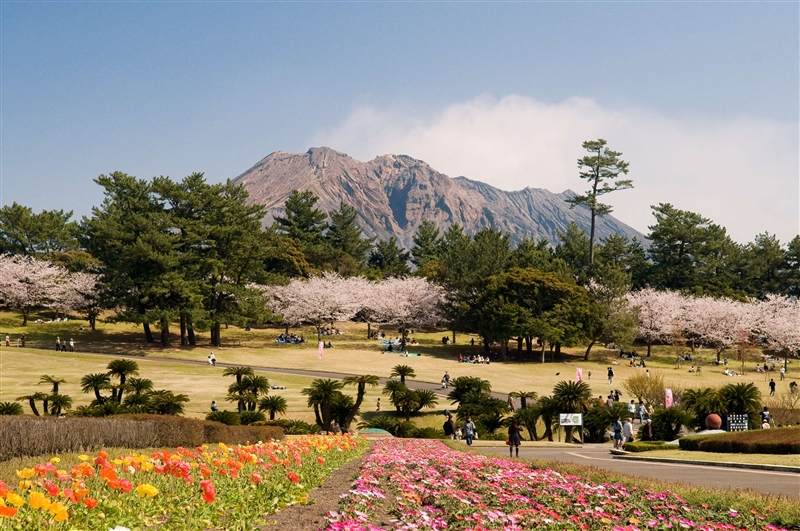
鹿児島県立吉野公園

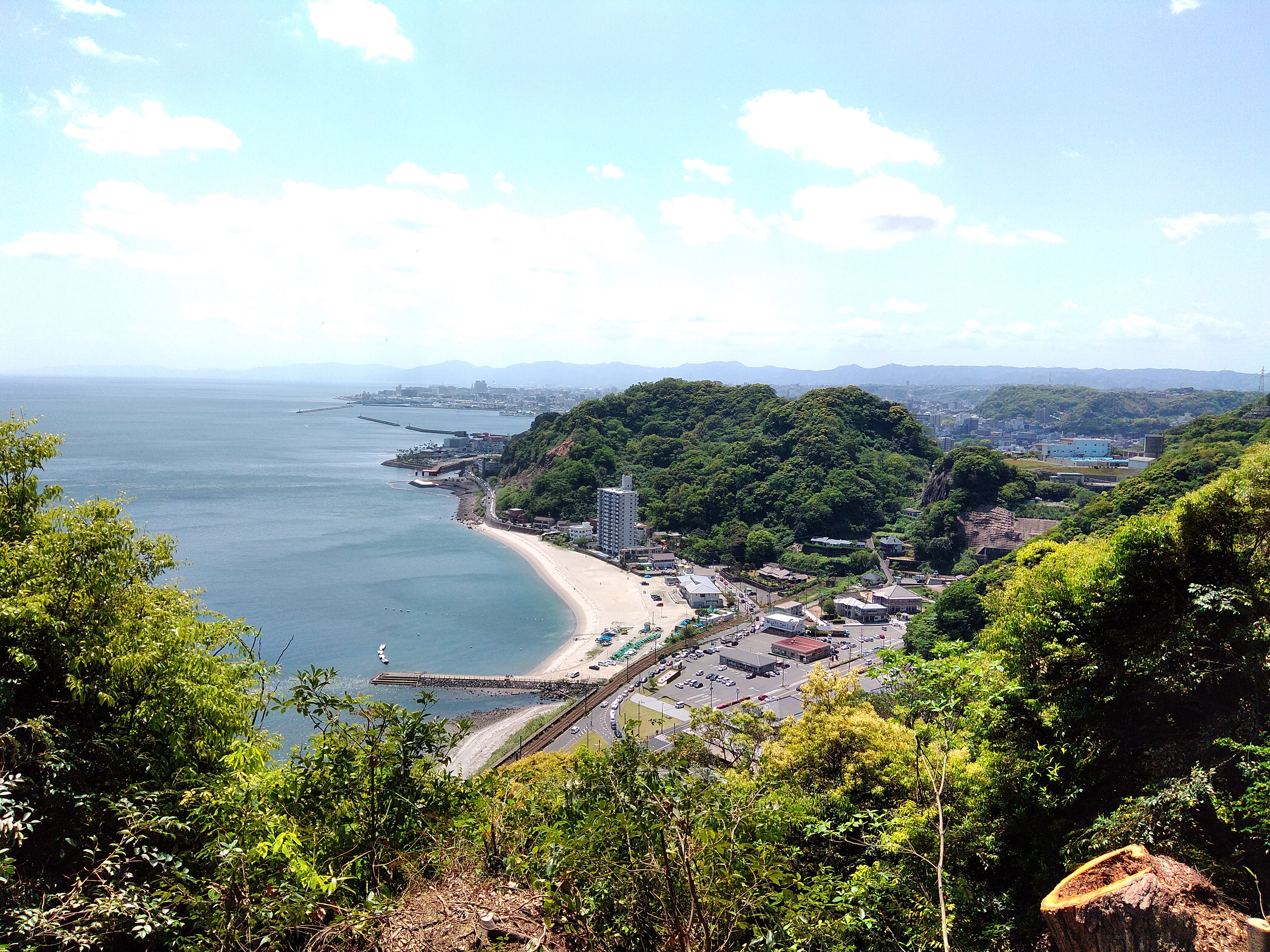
仙巌園から望む磯海水浴場

この節では上記の史跡の節で記載された施設は割愛する。

### 公共
- 鹿児島市役所吉野支所[151]
- 鹿児島県警察鹿児島中央警察署吉野交番[152]
- 鹿児島市北部保健センター（2007年10月1日開所）[153]
- 鹿児島市吉野区画整理課[154]
- 鹿児島市消防局中央消防署吉野分遣隊[155]
- 鹿児島市建設局道路部道路維持課吉野工事事務所[156]
- 鹿児島市水道局滝之神浄水場[157]
- 鹿児島市吉野公民館[158]
  - 鹿児島市立図書館吉野公民館図書室[159]
- 吉野福祉館[160]
- 吉野東福祉館[161]
- 高齢者福祉センター吉野[162]
- 鹿児島市長寿あんしん相談センター吉野[163]

### 公園
- 鹿児島県立吉野公園[164]
- 寺山公園
- 寺山ふれあい公園（2000年3月開園）[165]
- 御召覧公園
- 磯海水浴場[166][167]

### 教育
- 鹿児島大学
  - 教育学部寺山自然教育研究施設[168]
  - 地震火山地域防災センター南西島弧地震火山観測所[169]
- 鹿児島市立少年自然の家[170][171]
- 鹿児島県立鹿児島養護学校[172]
- 鹿児島市立吉野中学校[173]
- 鹿児島市立吉野東中学校[173]
- 鹿児島市立吉野小学校[174]
- 鹿児島市立吉野東小学校[174]
- 吉野幼稚園[175]
- 錦ヶ丘幼稚園[175]
- 吉野保育園
- ほぴあこども保育園
- 滝の神保育園
- 錦ヶ丘保育園
- 教恵保育園

### 宗教

#### 仏閣

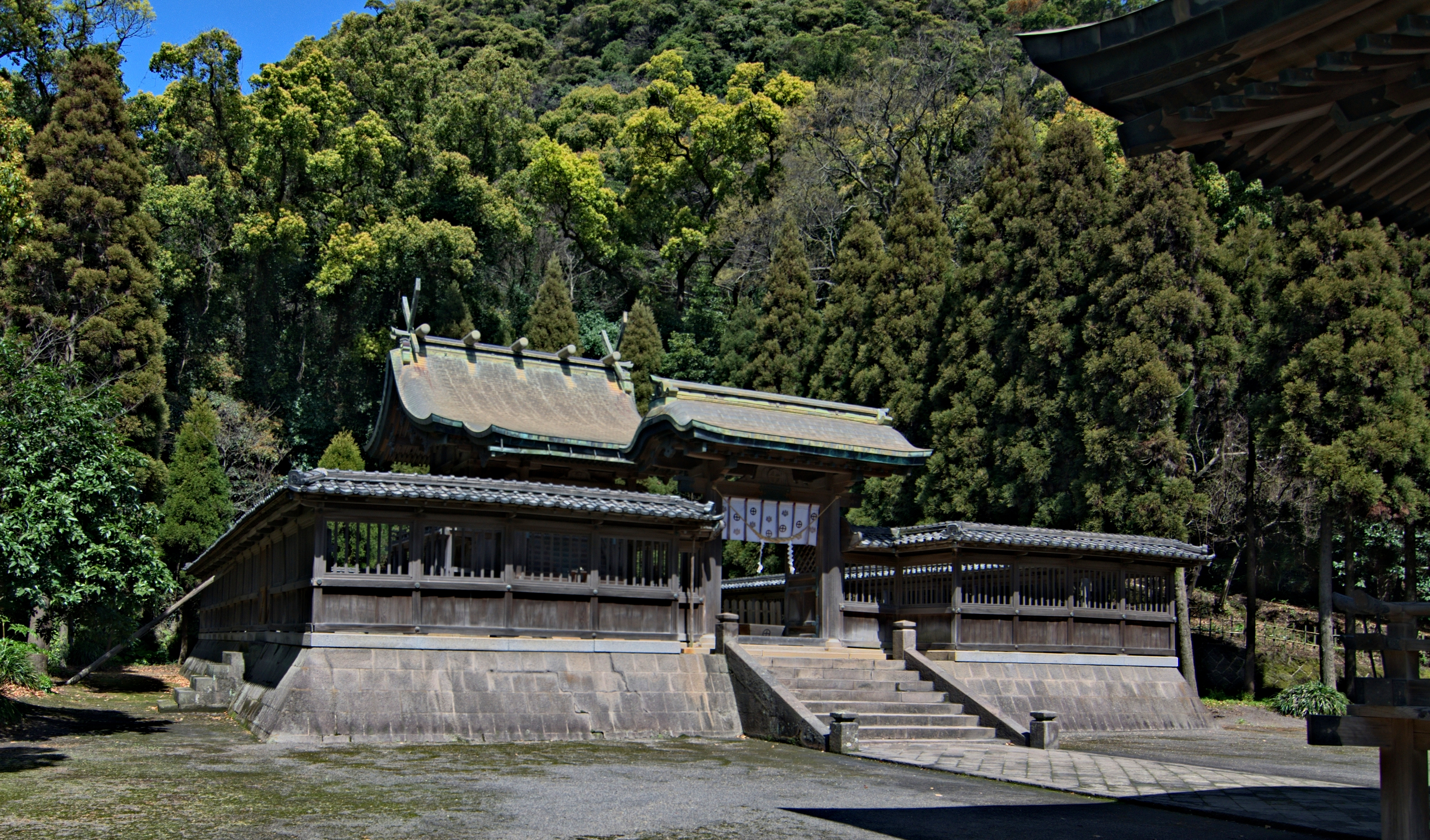
鶴嶺神社

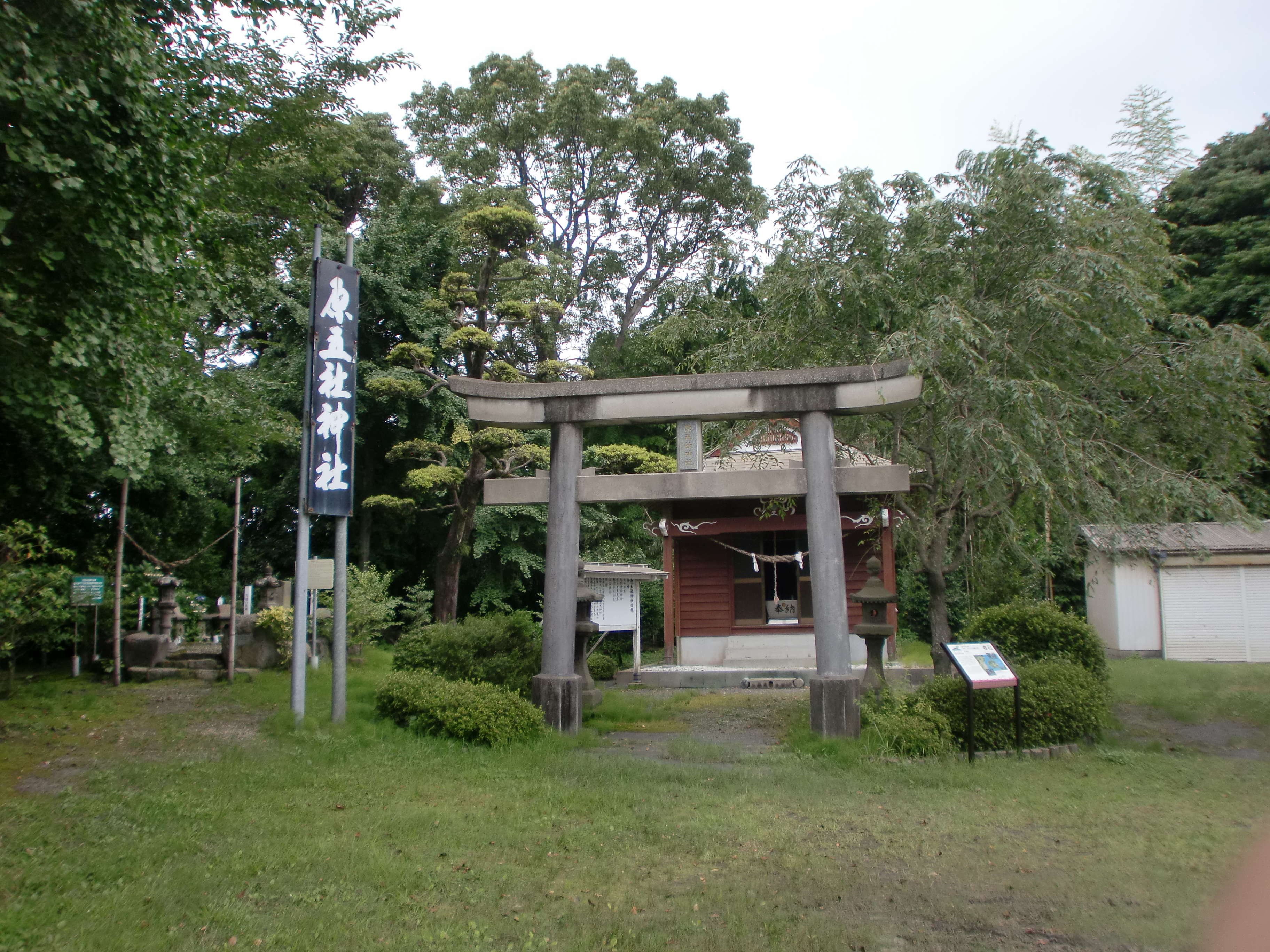
原五社神社

- 本門佛立宗不輕寺鹿児島別院[176]
- 祥徳寺[177]
- 帯迫鎮守神社
天照皇大神及び天児屋根命を祀る神社であり、創建された時期は不明であるとされる。島津氏の代々の藩主に崇拝され、五穀豊穣を祈願したとされる[178]。
- 東本願寺吉野寺
- 西本願寺吉野出張所

#### 神社
- 原五社神社
桜島の安政大噴火の際に避難し吉野に移住した桜島郷黒神村（現在の鹿児島市黒神町）の住民が黒神村にあった原五社の祭神を祀る神社として安政3年に創建されたという説と桜島の月読神社を勧請し、神社の所在地の字名である上之原から原五社と称するようになったという説がある[179]。
- 七社神社
享保2年に七社集落の鎮護の神として勧請され、大己貴神を祀る[180]。
- 鶴嶺神社
仙巌園の中に鎮座する神社であり、島津氏の先祖や家臣等を祀る為に明治2年（1869年）に創建された神社である[181]。
- 菅原神社（別名：磯天神）
貞保3年に島津光久によって本宮である太宰府天満宮より勧請された神社であり、菅原道真を祭神としている[182][183]。
- 平松神社
- 白山姫神社
現在の石川県白山市にある白山比咩神社の分社として創建され、磯山下川に置かれたが、集成館事業拡張のために用地が不足したことから雀ヶ宮に移転した[184]。
- 実方神社
- 照日神社
- 日輪照大神神社
- 三船神社

### 郵便局
- 鹿児島吉野郵便局[185]
- 鹿児島菖蒲谷郵便局[186]
- 鹿児島七社簡易郵便局[187]

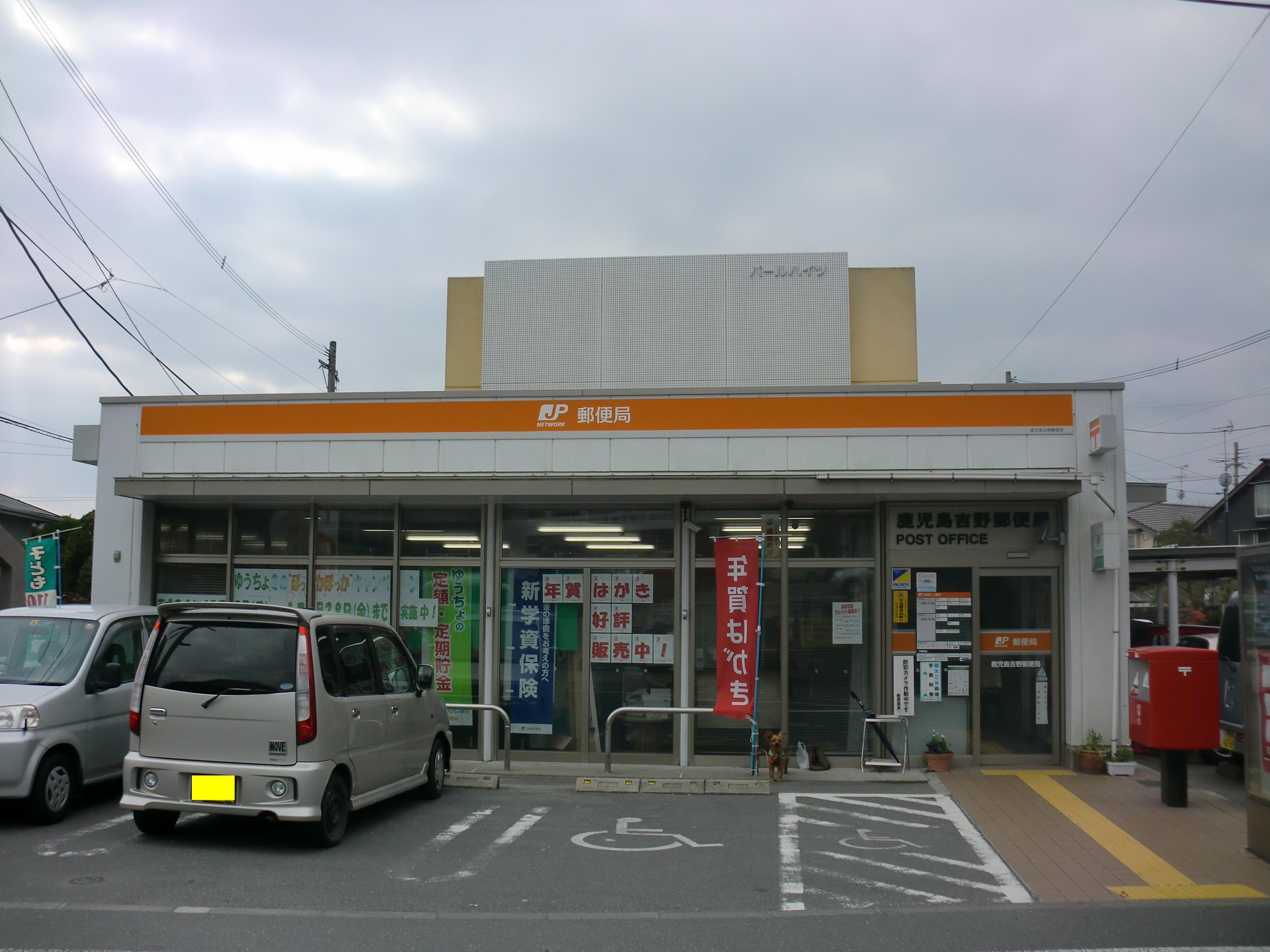
鹿児島吉野郵便局
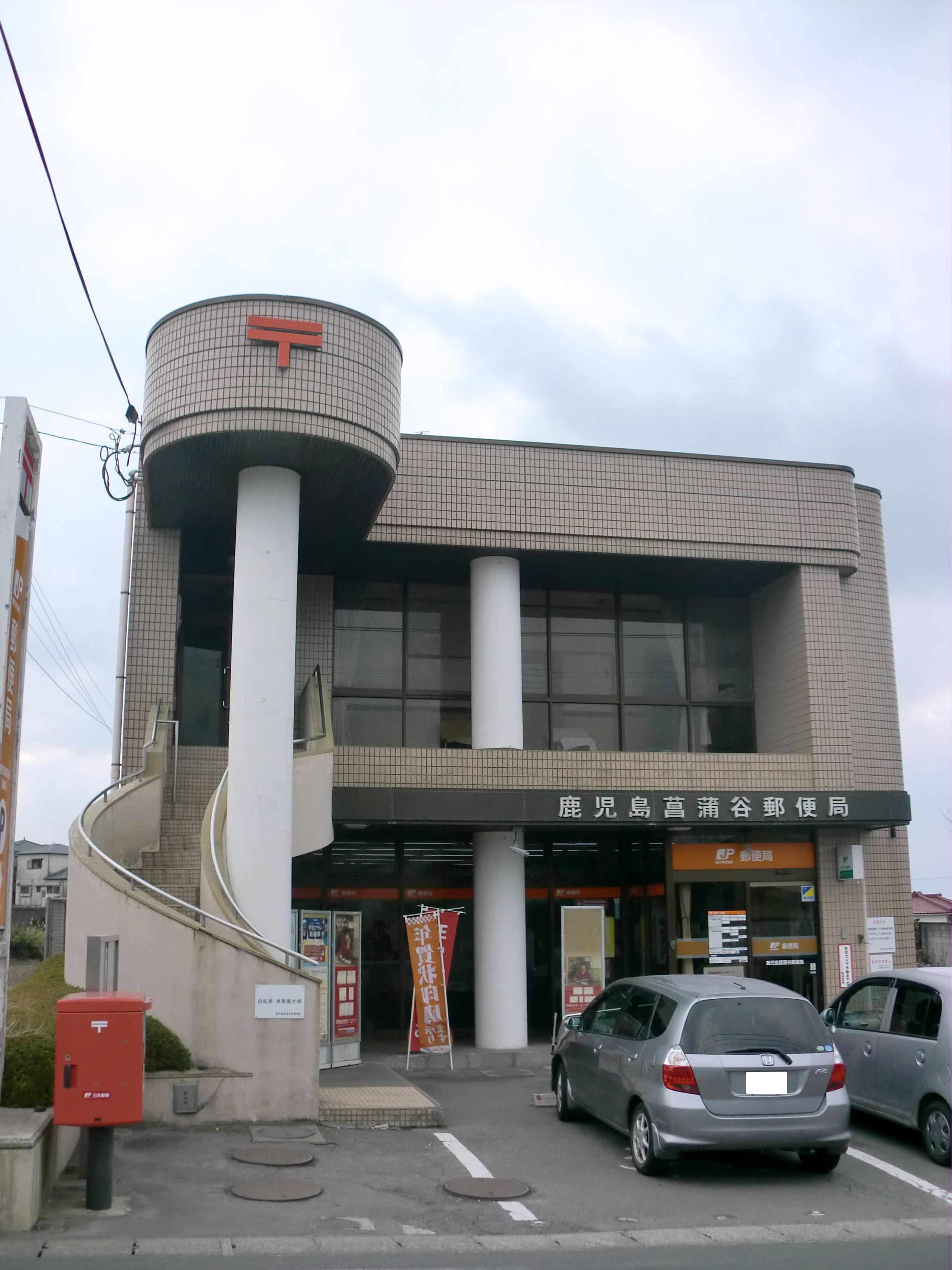
鹿児島菖蒲谷郵便局
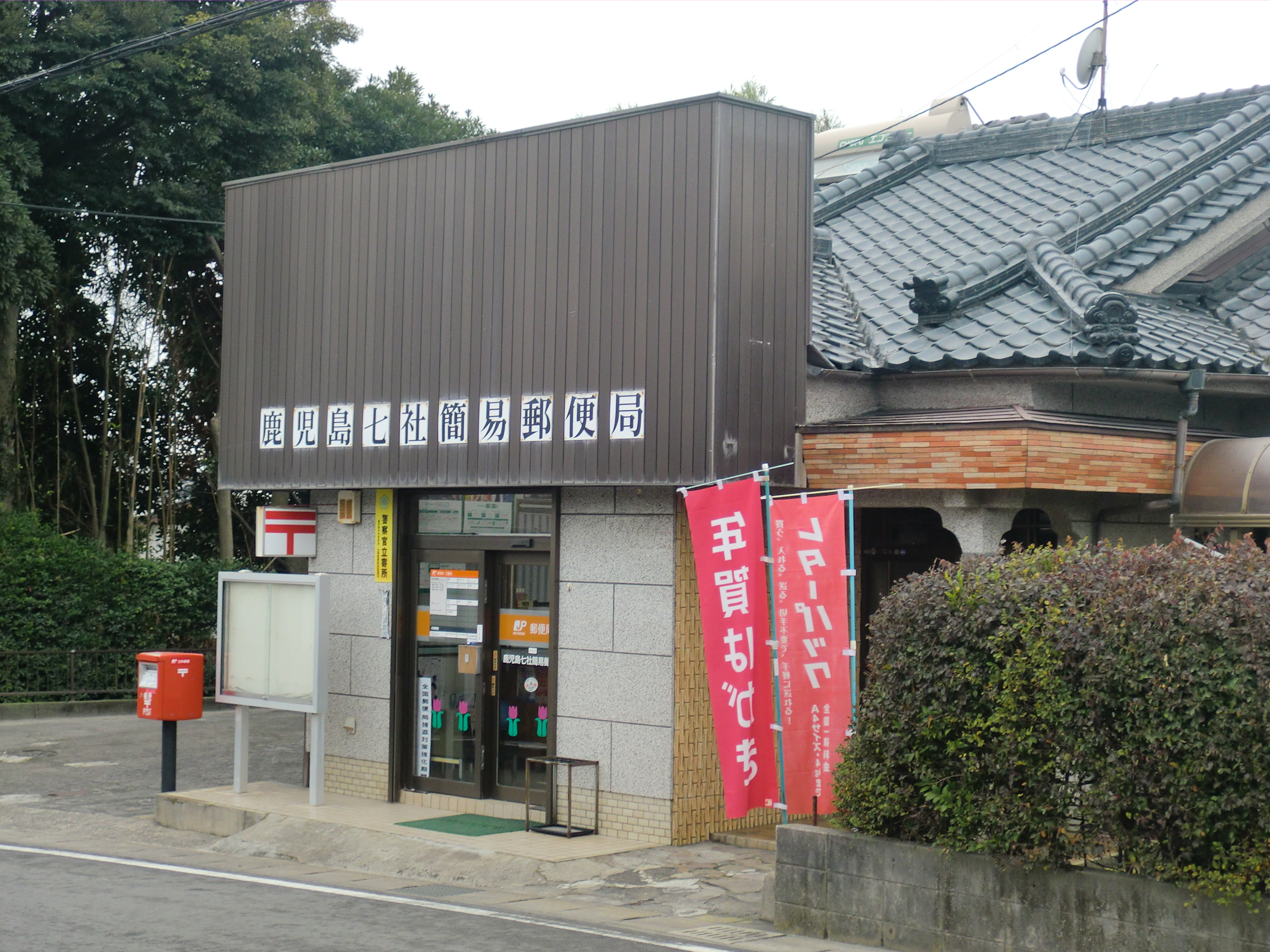
鹿児島七社簡易郵便局

### その他
- 鹿児島造園技術専門校
- 島津興業本社

## 教育

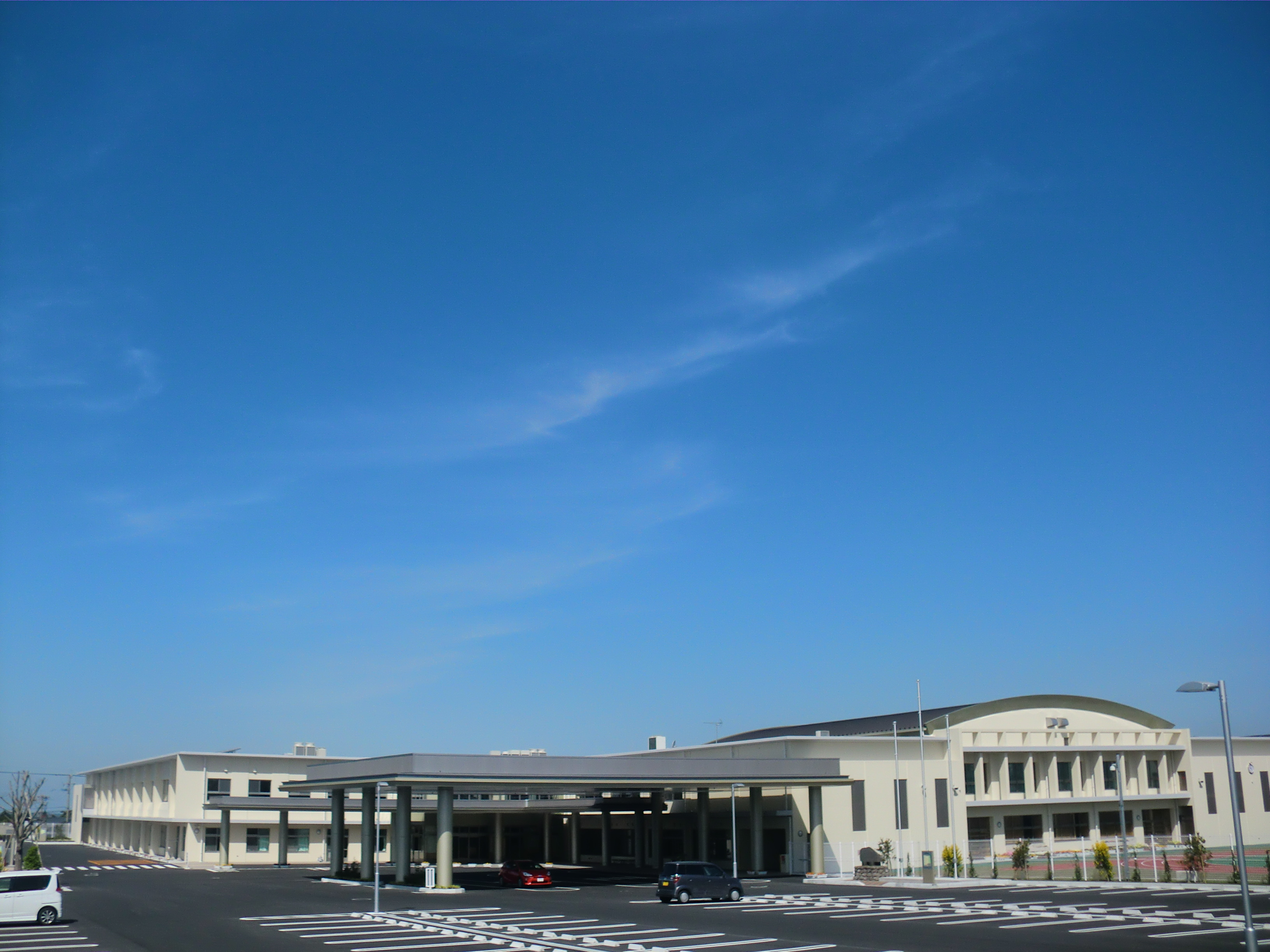
鹿児島県立鹿児島特別支援学校

教育施設は中央部に鹿児島市立吉野小学校、鹿児島市立吉野中学校、東部に鹿児島市立吉野東小学校、鹿児島市立吉野東中学校、吉野一丁目に鹿児島県立鹿児島特別支援学校が設置されている。北東部には鹿児島市立少年自然の家がある。また、1970年までは磯から平松までの国道10号沿線区間及び上ノ原集落を通学区域とする鹿児島市立龍水小学校が竜ケ水駅付近に所在していたが、清水小学校及び吉野小学校にそれぞれ統合された。

### 特別支援学校
鹿児島県立鹿児島特別支援学校は、吉野一丁目42番1号にある特別支援学校である。1965年（昭和40年）に鹿児島県立養護学校として設置され、1967年（昭和42年）には高等部が併置された。1975年（昭和50年）に鹿児島県立鹿児島養護学校に改称した。2013年には吉野町内の県高等学校合同グラウンド跡地に新校舎を建設し移転した。

### 中学校
鹿児島市立吉野中学校は、吉野町3074番地にある中学校。1947年（昭和22年）に鹿児島市立第一中学校として設置され、1949年（昭和24年）に現在の校名である鹿児島市立吉野中学校に改称した。1983年（昭和58年）には生徒数増加に伴い、鹿児島市立吉野東中学校に分割された。
鹿児島市立吉野東中学校は、吉野町5003番地にある中学校。1983年（昭和58年）に鹿児島市立吉野中学校の生徒数増加に伴い分割され設置された。

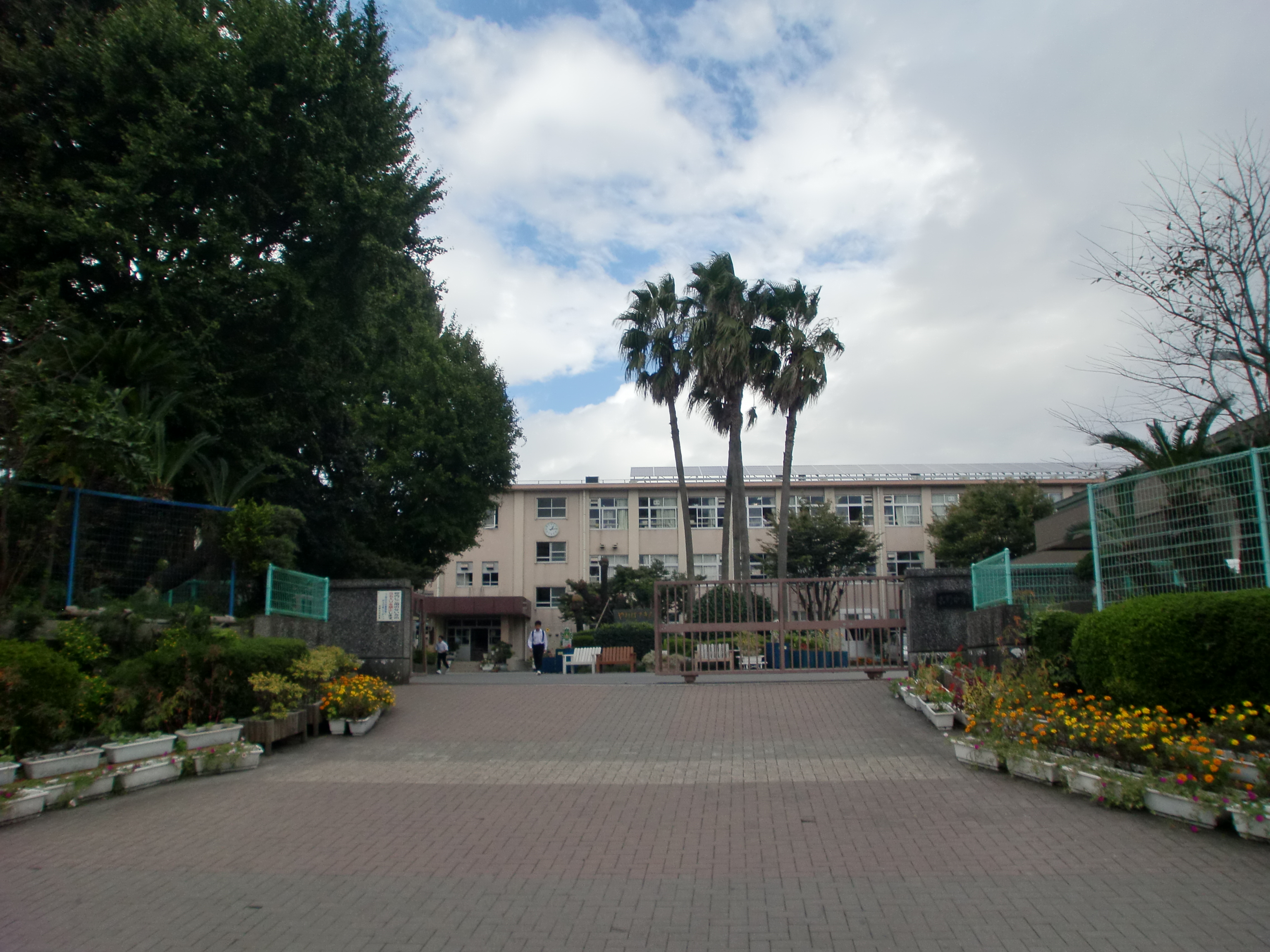
鹿児島市立吉野中学校
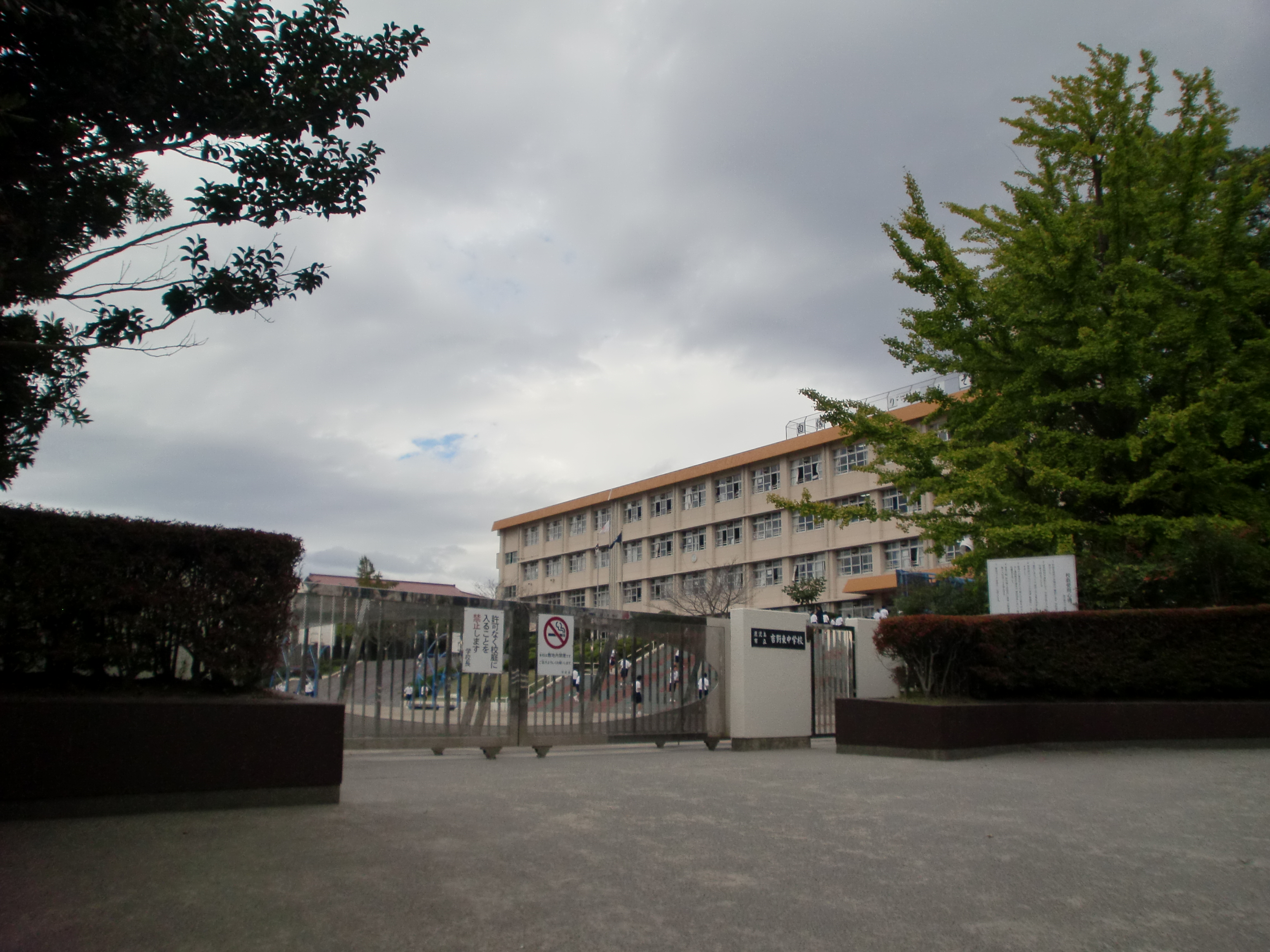
鹿児島市立吉野東中学校

### 小学校
鹿児島市立吉野小学校は、吉野町2472番地にある小学校。安政元年に造士館の分校として吉野村に設置された2校を前身としており、1870年（明治3年）には2分校を統合し外城十二校として設置された。1876年（明治9年）には原小学校に改称、1934年（昭和9年）に吉野村が鹿児島市に編入されたのに伴い鹿児島市立吉野尋常高等小学校となった。その後国民学校令が施行され吉野国民学校に改称し、戦後の学制改革により現在の校名である鹿児島市立吉野小学校に改称。1970年（昭和45年）と1981年（昭和56年）に児童数増加に伴い鹿児島市立大明丘小学校及び鹿児島市立吉野東小学校に分割された。
鹿児島市立吉野東小学校は、吉野町5968番地1にある小学校。1981年（昭和56年）に鹿児島市立吉野小学校の児童数増加に伴い分割され設置された。学校名は吉野台地の東側に設置されたことに由来する。
鹿児島市立龍水小学校は、かつて竜ヶ水地区にあった小学校である。1893年（明治26年）に塩ヶ水小学校、平松小学校を統合し開校。1970年（昭和45年）3月31日に児童数の減少（閉校時111人）により閉校。花倉から平松までの海岸地域は清水小学校区、上ノ原地域は吉野小学校区へそれぞれ分割統合された。

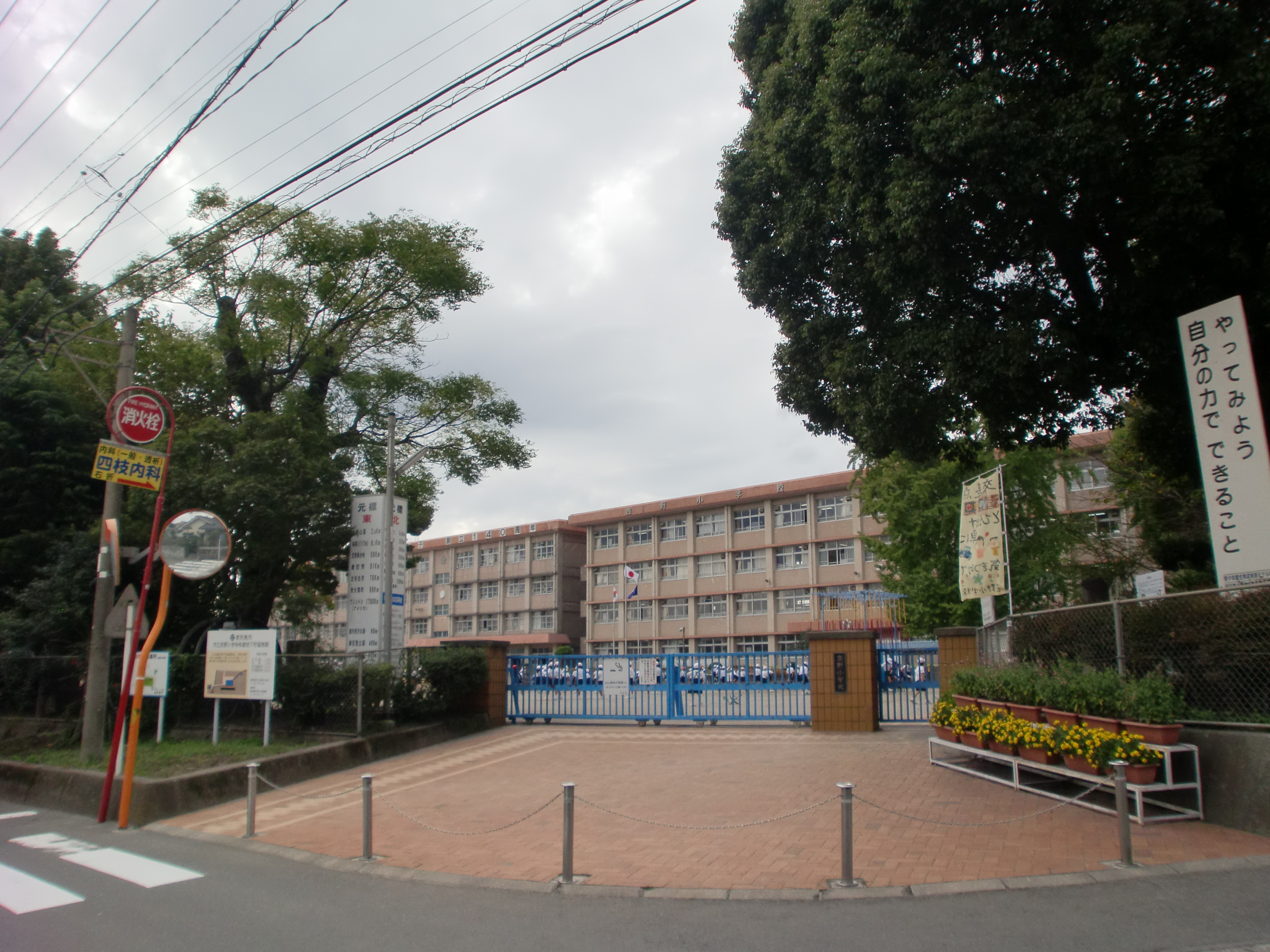
鹿児島市立吉野小学校
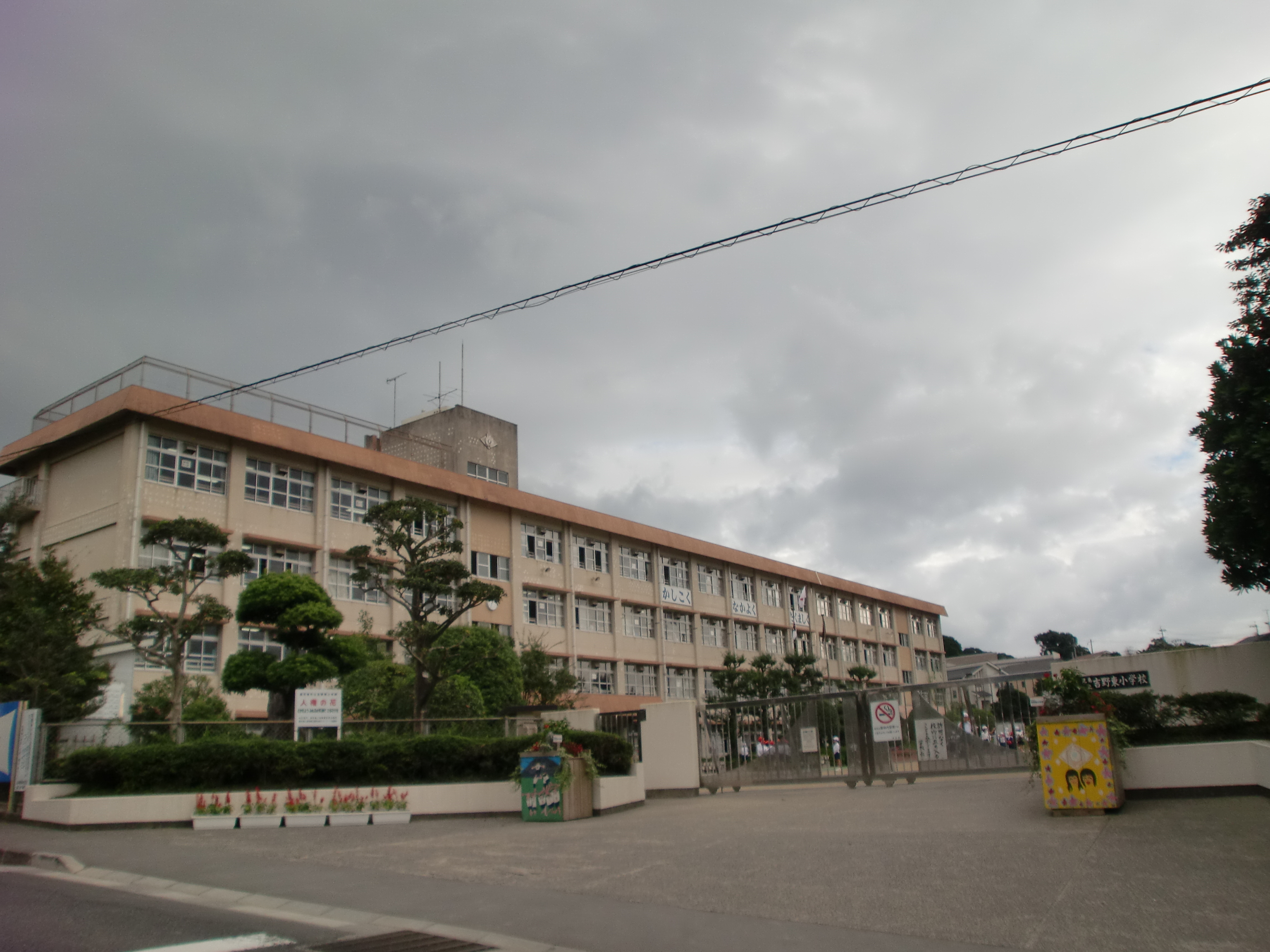
鹿児島市立吉野東小学校

### 小・中学校の学区
市立小・中学校に通う場合、学区（校区）は以下の通りとなる。該当地区の詳細の街区・番地は鹿児島市公式サイトの小・中学校の校区表を参照のこと。
| 町丁       | 地区                                                       | 小学校                 | 中学校                 |
| ---------- | ---------------------------------------------------------- | ---------------------- | ---------------------- |
| 吉野町     | 天神山団地、実方、早馬バス停以南                           | 鹿児島市立大明丘小学校 | 鹿児島市立吉野中学校   |
| 吉野町     | 中別府、中ノ町、よしの台、七社、上之原、東菖蒲谷、西菖蒲谷 | 鹿児島市立吉野東小学校 | 鹿児島市立吉野東中学校 |
| 吉野町     | 鳥越トンネル上、磯、花倉、三船、竜ヶ水、平松               | 鹿児島市立清水小学校   | 鹿児島市立清水中学校   |
| 吉野町     | 上記地域以外                                               | 鹿児島市立吉野小学校   | 鹿児島市立吉野中学校   |
| 吉野一丁目 | 1番 - 42番の全域、43番・45番の一部                         | 鹿児島市立吉野小学校   | 鹿児島市立吉野中学校   |
| 吉野一丁目 | 44番の全域、43番・45番の一部                               | 鹿児島市立川上小学校   | 鹿児島市立吉野中学校   |
| 吉野二丁目 | 全域                                                       | 鹿児島市立川上小学校   | 鹿児島市立吉野中学校   |

## 交通

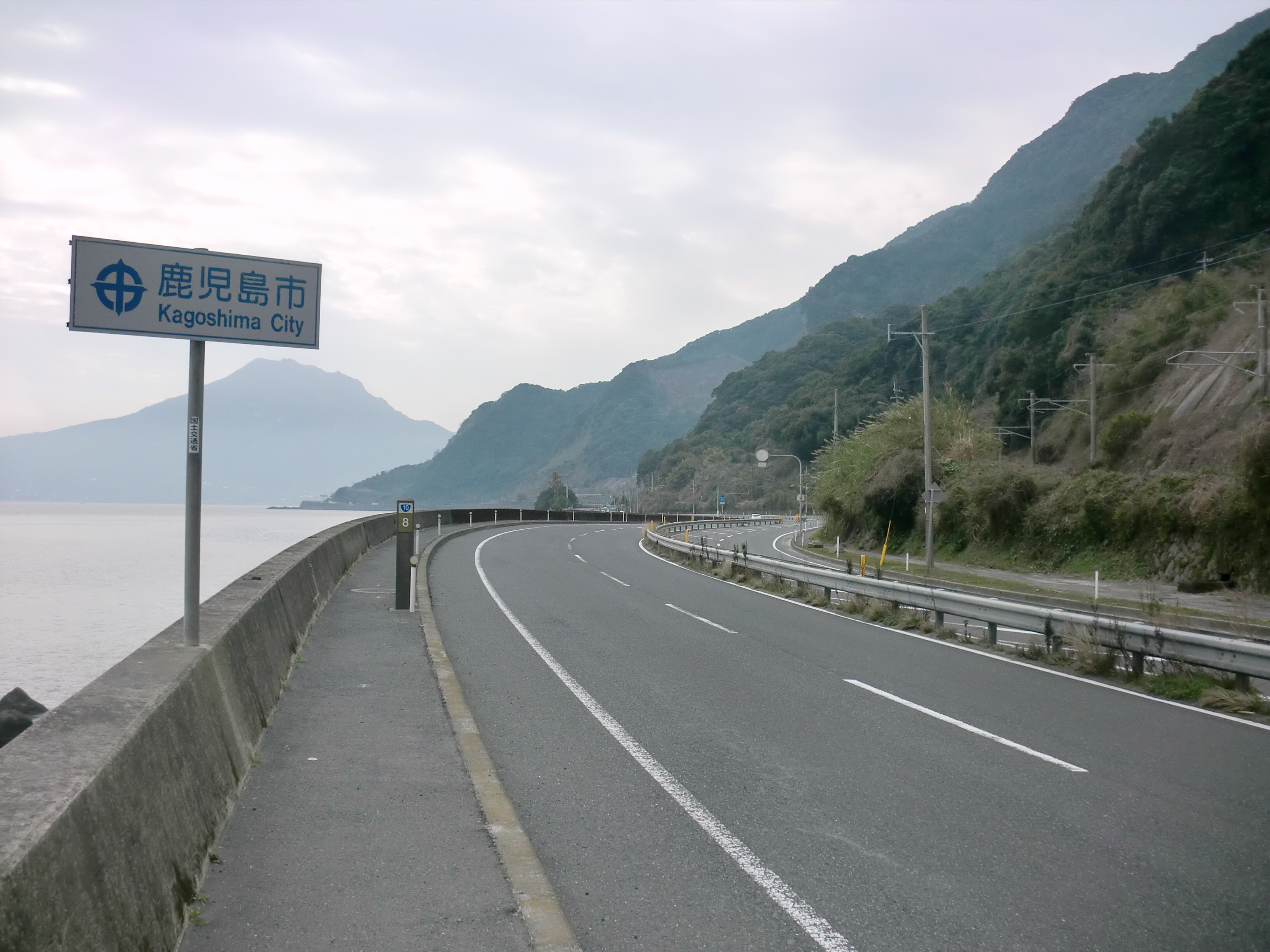
国道10号（鹿児島市街方面）

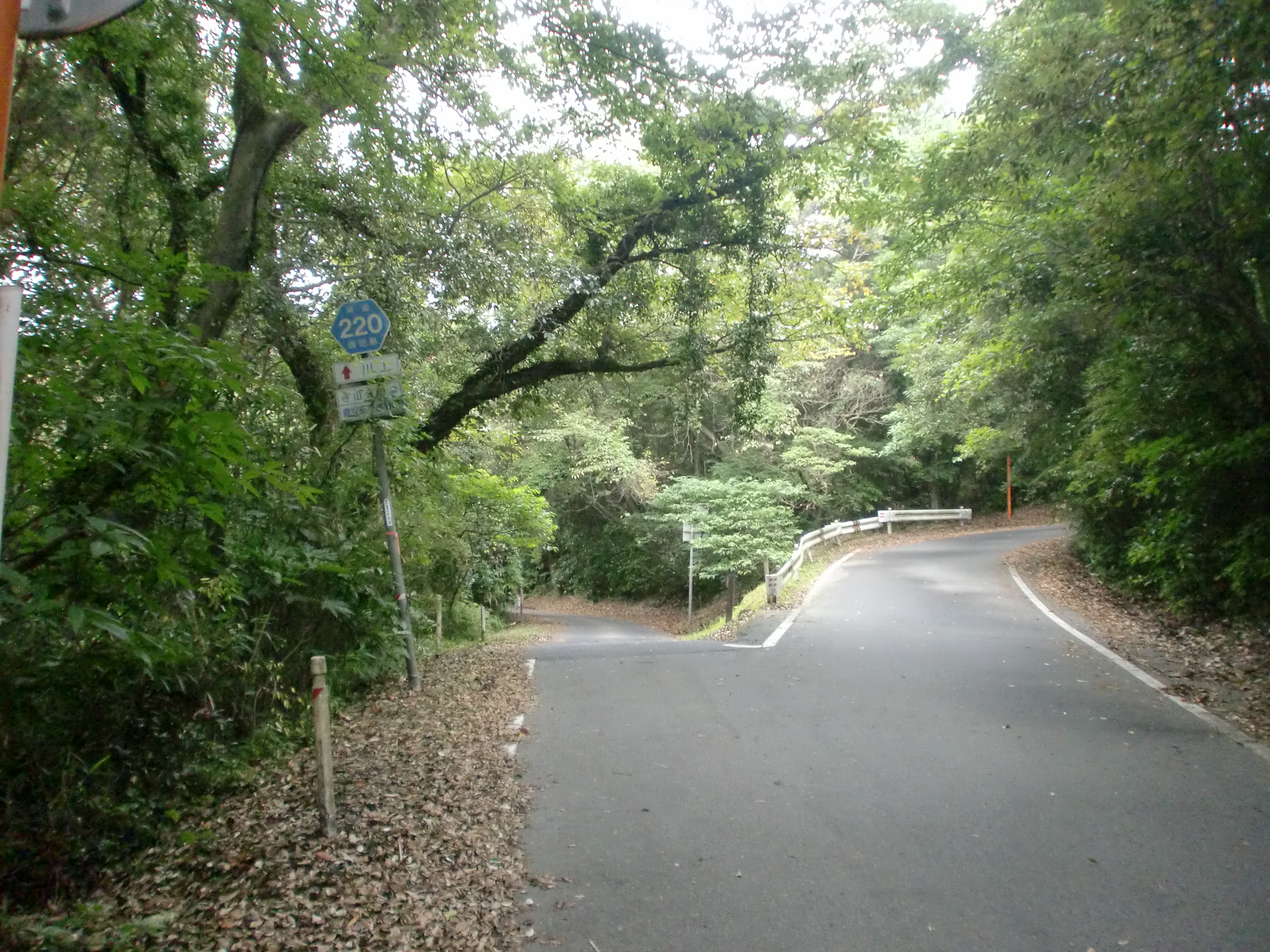
県道吉野公園線と県道寺山公園線の交点

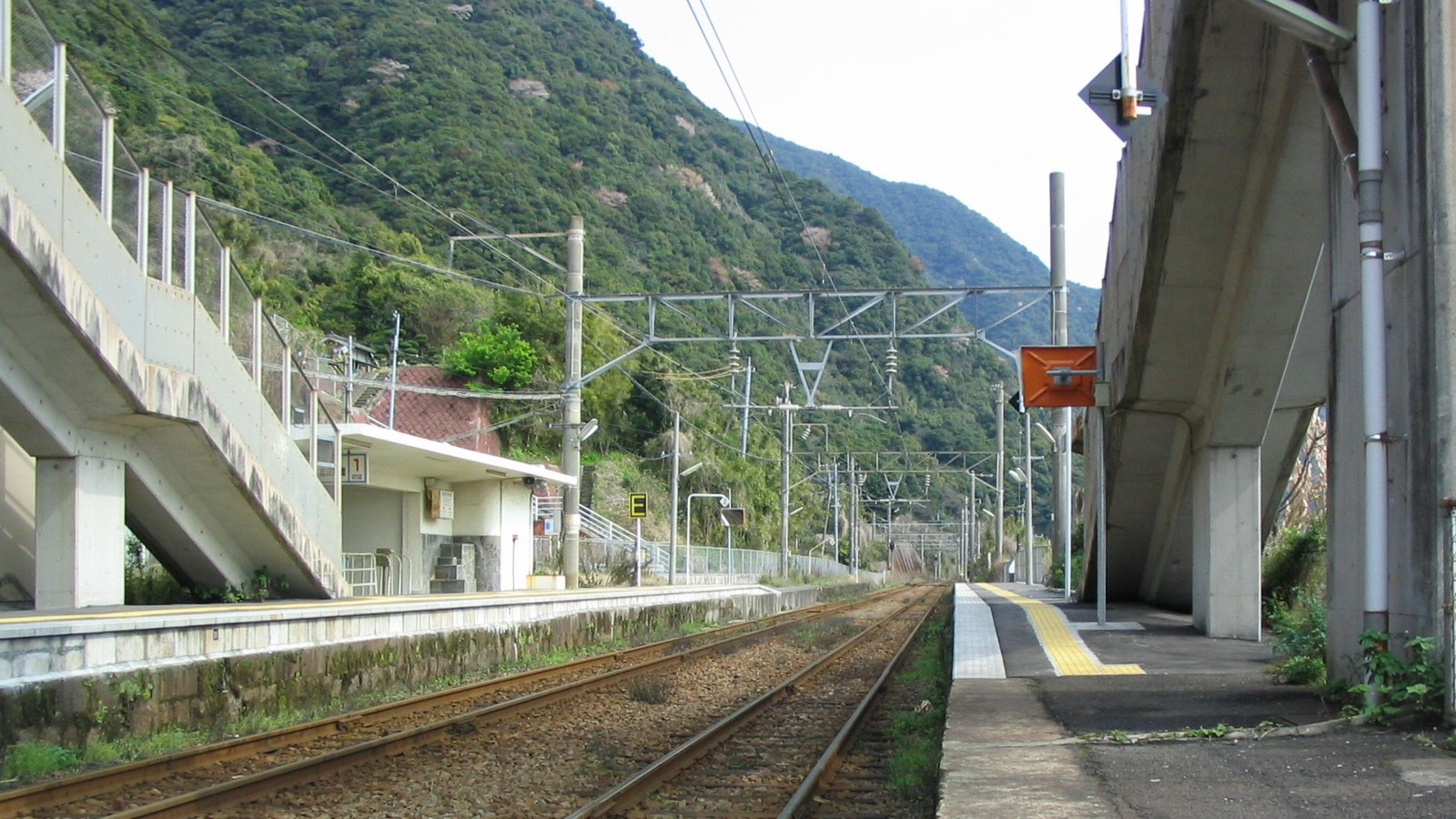
竜ケ水駅構内

町域の東部にあたる海岸部を国道10号がほぼ南北に通っており、それに沿って日豊本線が通っている。町域内には竜ケ水駅が所在している。町域の西部は台地になっており、台地上を鹿児島県道16号鹿児島吉田線が縦貫し、吉野支所入口交差点から鹿児島県道215号吉野公園線が寺山公園までを結んでおり、寺山公園付近から川上町までを鹿児島県道220号寺山公園線が結んでいる。
高速道路は吉野の区域を通っていない。北部に隣接する宮之浦町にある九州自動車道薩摩吉田インターチェンジが最寄りの高速道路のインターチェンジとなる。
また、江戸時代には鹿児島城下と大隅・日向を結ぶ薩摩街道の大隅路があり、現在の国道10号のルートの一部となる海岸ルートが明治時代に完成するまでは姶良より白銀坂、吉田、吉野を通り坂元から皷川へ抜けるルートが使用されていた。

### 道路
一般国道
- 国道10号
錦江湾の海岸沿いを日豊本線と並走して通っている。鹿児島市と姶良市・霧島市を結ぶ幹線道路であり渋滞が深刻である。鹿児島市境から花倉までは片側2車線の4車線道路となっているが、その他の区間は道幅が狭小となっている区間があり、吉野町花倉から小川町の鹿児島港臨港道路までの区間を結ぶ鹿児島北バイパスが事業化されている。建設予定地の沿線には世界文化遺産に登録されている「集成館」、国の名勝に指定されている「仙巌園」などがあることから、世界文化遺産登録時に国際連合教育科学文化機関（ユネスコ）へ提出した推薦書において日本国政府は「遺産の価値を尊重しながら、景観にも配慮したルート計画の検討」が必要であると記載している。景観上の問題と共に津波対策の必要性から、結果として山岳ルートの採用が決定した。また、吉野町上ノ村から姶良市脇元までの区間の4車線化拡幅工事が白浜拡幅として事業化されており、既に吉野町の区域の4車線化は完了している。

主要地方道
- 鹿児島県道16号鹿児島吉田線
吉野町の西部を縦貫する主要地方道。南部の滝の神では吉野台地から鹿児島市街地へ下るループがあり、国道10号に接続している。

一般県道
- 鹿児島県道209号帯迫下田線
県道16号の吉野町帯迫中央交差点を起点とし隣接する下田町の県道25号までを結ぶ一般県道。
- 鹿児島県道215号吉野公園線
鹿児島市稲荷町を起点（県道16号と重複）とし、県道16号の吉野支所入口交差点から吉野公園付近を通り、東部の寺山公園付近までを結ぶ一般県道。
- 鹿児島県道220号寺山公園線
吉野町東部の寺山公園を起点とし、吉野町の北部を通り、隣接する川上町の川上町上花棚交差点を経て、鹿児島市宮之浦町（県道16号と重複）までを結ぶ一般県道。

### 鉄道
九州旅客鉄道（JR九州）日豊本線
- 竜ケ水駅
1915年（大正4年）に重富 - 鹿児島間に設置された駅。吉野台地上の区域から鉄道を利用する場合、竜ケ水駅は急な崖の下にあり、台地と沿岸部を直接結ぶ道路がないことから、一部の地域を除いて利用不可能である。吉野台地上からの最寄駅は鹿児島駅となる。
- 仙巌園駅
2025年（令和7年）3月15日に竜ケ水 - 鹿児島間に設置された駅。2017年（平成29年）に日豊本線竜ケ水駅から鹿児島駅の間にある仙巌園付近に「磯駅」の設置を検討する鹿児島市の協議会が設置された。駅の設置目的としては交通手段に乏しい観光拠点である磯地区への交通手段の改善が挙げられており、経済効果は57億円との試算がなされた。2018年11月28日に鹿児島市の協議会により新駅は設置可能との方針が示された。2019年（平成31年）に経済団体を中心とした「磯新駅設置推進協議会」が設立され、同年12月には磯新駅設置推進協議会が鹿児島県知事に対して新駅設置要望書を提出した。
2020年4月には新駅設置の事業主体として鹿児島経済同友会などの経済団体、鹿児島県、鹿児島市が参加する「磯新駅設置協議会」が設置された。施設整備費は主に民間が負担し、鹿児島県、鹿児島市も一部を負担する計画となっている。
- 心岳寺仮乗降場（廃駅）
1908年（明治41年）に重富 - 鹿児島間（当時は竜ケ水駅・仙巌園駅ともに未開業）に設置された仮乗降場。平松神社で行われる「心岳寺詣り」の時期のみ使用され、戦後心岳寺詣りが衰退し、その影響により1967年（昭和42年）に廃止された。

## 著名な出身人物

### 近世

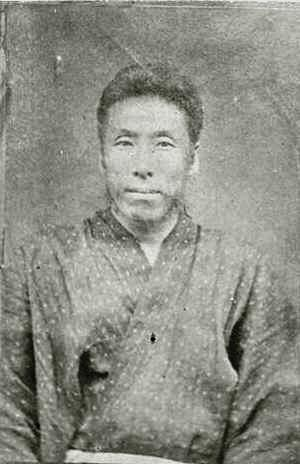
桐野利秋（1839年 - 1877年、薩摩藩士、大日本帝国陸軍少将）
吉野村実方出身。西南戦争の城山籠城戦にて戦死[215]。
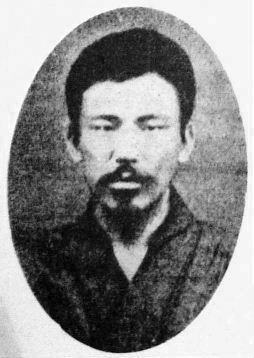
別府晋介（1847年 - 1877年、薩摩藩士、大日本帝国陸軍少将）
吉野村実方出身。西南戦争の城山籠城戦の際に西郷隆盛の介錯をした事で有名。西郷隆盛の介錯後に自決[216]。
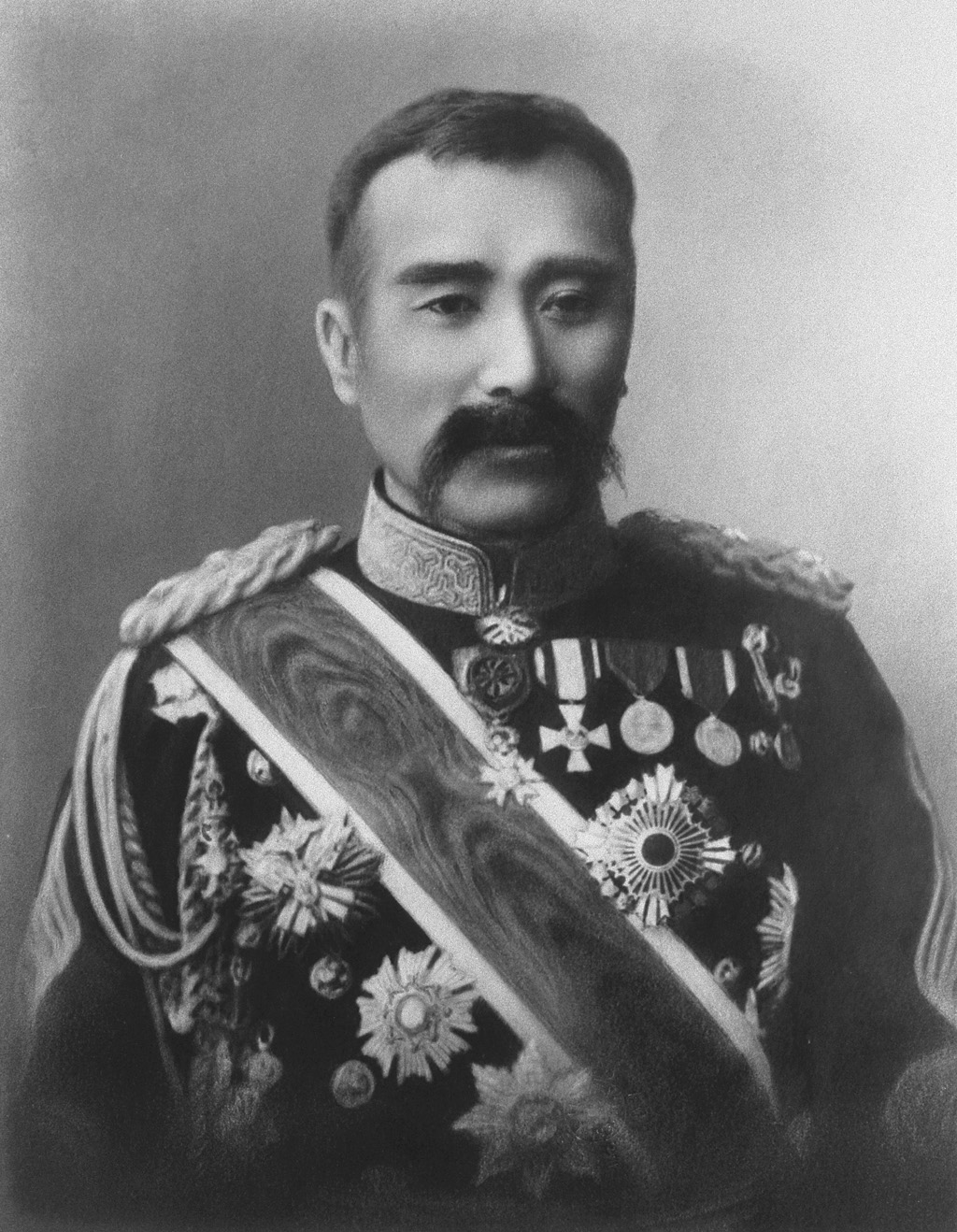
川上操六（1848年 - 1899年、大日本帝国陸軍参謀総長・陸軍大将）
吉野村中ノ町方限出身[217]。華族。明治陸軍の三羽烏の1人。
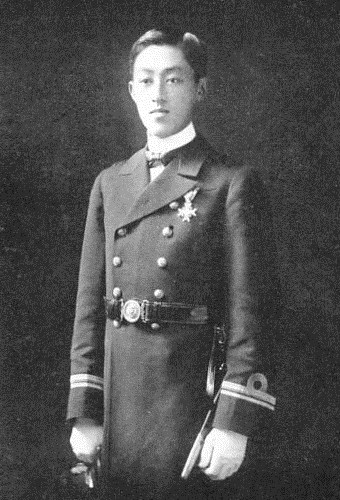
島津忠重（1886年 - 1968年、島津氏第30代当主・大日本帝国海軍少将・貴族院議員、公爵）
吉野村磯の仙巌園生まれ。島津忠義の四男。

- 桐野利秋
- 別府晋介
- 川上操六
- 島津忠重

### 近現代
- 向井優（1949年 - 、アマチュア天文家）
吉野町出身。2013年現在で共同発見者の武石正憲と共に小惑星鹿児島や後述の吉野など13個の小惑星を発見している[218]。
- ひょうろく（1987年 - 、お笑い芸人）
吉野町出身[219]。お笑いコンビ「ジュウジマル」を経て[220]、現在はピン芸人。
- 岩元颯オリビエ（1996年 - 、元プロサッカー選手）
吉野町出身[221]。2018年2月に現役を引退した[222][223]。

## 吉野に由来する事物
- 吉野 (小惑星) - 小惑星帯に位置する小惑星。
1989年10月21日に発見された小惑星である（5640 Yoshino）。アメリカ航空宇宙局が発行している小惑星回報の1999年2月2日付の"小惑星回報 (MPC 33787)"に向井が発見した小惑星の命名の情報が掲載され、この小惑星は発見者の一人である向井優が鹿児島市吉野町出身であることから「吉野」と命名された。命名理由として"Named for the hometown of the first discoverer. Part of Kagoshima City."（発見者の出身地の鹿児島市吉野より命名）と掲載された[224][225][226]。

## 吉野に関連した作品

### 物語
- 大石兵六夢物語（毛利正直作、1784年） - 作中には帯迫、菖蒲谷など吉野の地名が多数登場する。

### ドキュメンタリー
- NHK『プロジェクトX〜挑戦者たち〜』（絶体絶命 650人決死の脱出劇～土石流と闘った8時間～、2001年）
- 日本テレビ『奇跡の生還! 九死に一生スペシャル』（2007年）
- フジテレビ『奇跡体験!アンビリバボー』（集中豪雨による土石流災害 650人決死の脱出劇全記録、2010年）
- テレビ朝日『トリハダ（秘）スクープ映像100科ジテン』（絶体絶命 孤立した650名 奇跡の脱出劇、2016年）